# Posições políticas de Donald Trump

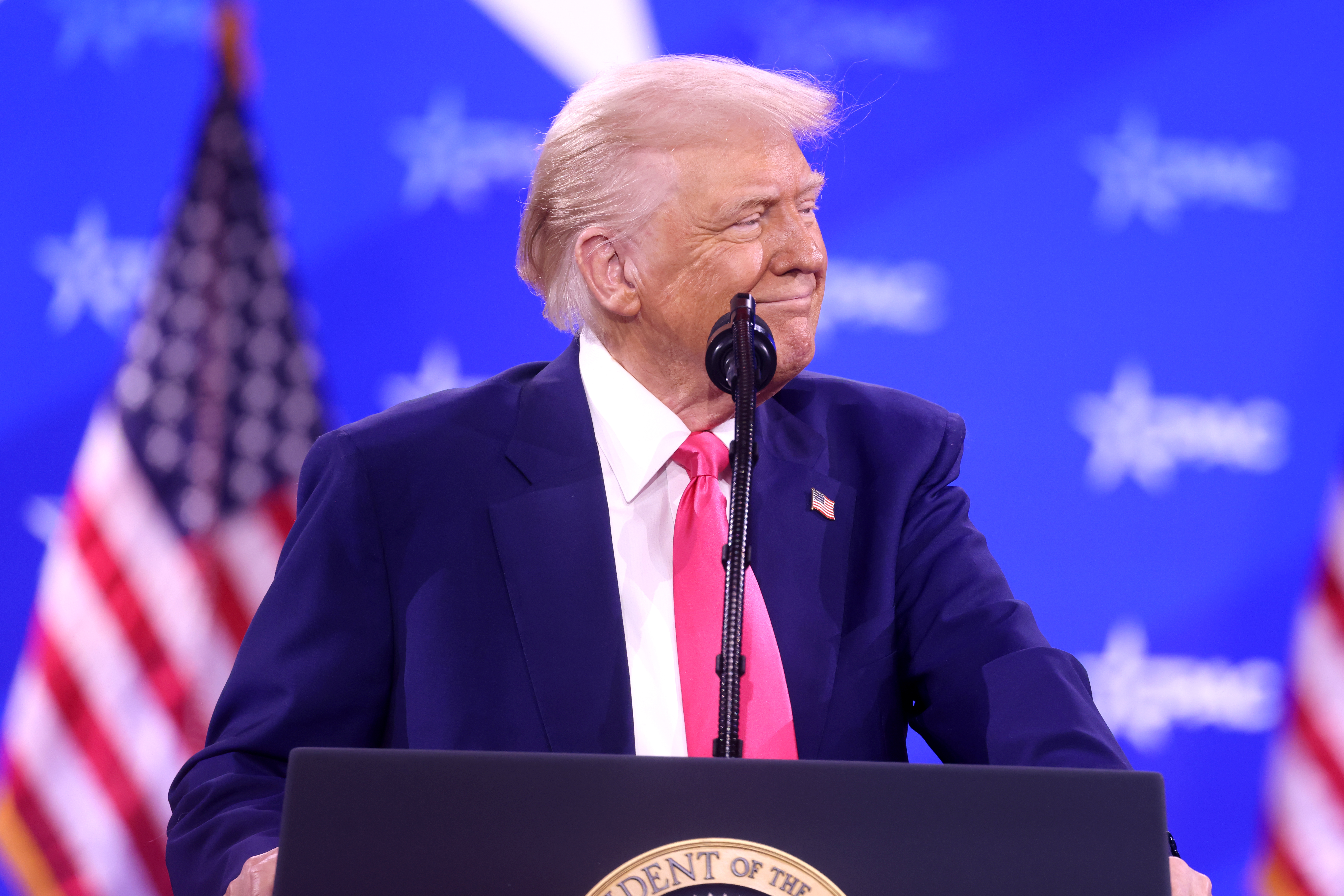
Discurso de Donald Trump na Conservative Political Action Conference (CPAC) de 2025

As posições políticas de Donald Trump (por vezes designadas por Trumpismo), 45.º Presidente e 47.º Presidente dos Estados Unidos, têm mudado frequentemente. Trump tem sido apelidado principalmente de protecionista em matéria de comércio. Também tem sido chamado e se autodenomina populista, semi-isolacionista e nacionalista, além de se alinhar com outras categorias políticas.

## Filiação política e ideologia

### Auto-declaração
Trump registou-se como republicano em Manhattan em 1987; desde então, mudou de filiação partidária cinco vezes. Em 1999, mudou a sua filiação partidária para o Partido da Independência de Nova Iorque. Em agosto de 2001, Trump mudou a sua filiação partidária para Democrata. Em setembro de 2009, voltou a mudar a sua filiação partidária para o Partido Republicano. Em dezembro de 2011, Trump mudou para "sem filiação partidária" (independente). Em abril de 2012, regressou novamente ao Partido Republicano.
Numa entrevista em 2004, Trump disse a Wolf Blitzer, da CNN: "Em muitos casos, provavelmente identifico-me mais como democrata", explicando: "Parece que a economia corre melhor com os democratas do que com os republicanos. Não deveria ser assim. Mas, se recuarmos no tempo, parece que a economia se sai melhor sob os democratas... Mas é certo que tivemos algumas economias muito boas sob os democratas, bem como sob os republicanos. Mas tivemos alguns desastres muito maus sob os republicanos". Numa entrevista de julho de 2015, Trump disse que tem um vasto leque de posições políticas e que 'me identifico com algumas coisas como democrata'.
Durante a sua campanha de 2016 para a presidência, Trump descreveu sistematicamente o estado dos Estados Unidos em termos sombrios, referindo-se a este país como uma nação em perigo, assolada pela ilegalidade, pobreza e violência, constantemente ameaçada e em risco de não ter "nada, absolutamente nada". Ao aceitar a nomeação republicana para presidente, Trump afirmou que "só eu posso consertar" o sistema, e prometeu que, se for eleito, "o americanismo, e não o globalismo, será o nosso credo". Descreveu-se a si próprio como um candidato da "lei e da ordem" e "a voz" dos "homens e mulheres esquecidos". O discurso de tomada de posse de Trump, em 20 de janeiro de 2017, centrou-se no tema da sua campanha, a América em crise e em declínio. Comprometeu-se a acabar com aquilo a que se referiu como "carnificina americana", retratando os Estados Unidos sob uma luz distópica - como uma "terra de fábricas abandonadas, angústia econômica, criminalidade crescente" - enquanto prometia "uma nova era na política americana".
Embora Trump tenha sido o candidato republicano, deu a entender que a plataforma oficial do partido, adotada na Convenção Nacional Republicana de 2016, diverge das suas opiniões. De acordo com uma contagem do The Washington Post, Trump fez cerca de 282 promessas de campanha ao longo da sua campanha de 2016.
Em fevereiro de 2017, Trump declarou que era um "nacionalista total" num "verdadeiro sentido". Em outubro de 2018, Trump voltou a descrever-se como um nacionalista.
Durante a última semana do seu mandato presidencial, em janeiro de 2021, Trump terá considerado a possibilidade de fundar um novo partido político chamado Partido Patriota.

### Como descrito por outros
As posições políticas de Trump são populistas, mais especificamente descritas como populistas de direita. Tanto os políticos como os especialistas têm-se referido ao populismo, ao anti-comércio livre e às posições anti-imigração de Trump como "Trumpismo".
O economista e colunista liberal Paul Krugman contesta que Trump seja um populista, argumentando que as suas políticas favorecem os ricos em detrimento dos menos favorecidos. A cientista política Pippa Norris, da Harvard Kennedy School, descreveu Trump como um "populista autoritário" análogo a partidos europeus como o Partido Popular Suíço, o Partido da Liberdade da Áustria, os Democratas Suecos e o Partido Popular Dinamarquês. O colunista Walter Shapiro e o comentarista político Jonathan Chait descrevem Trump como autoritário. A comentarista conservadora Mary Katharine Ham caracterizou Trump como um "autoritário casual", afirmando que "é um candidato que feliz e orgulhosamente rejeitou toda a ideia de limites ao seu poder como executivo e não tem qualquer interesse na Constituição e no que esta lhe permite fazer e no que não lhe permite fazer. Isso é preocupante para as pessoas que se interessam por um governo limitado". Charles C. W. Cooke, da National Review, expressou opiniões semelhantes, chamando a Trump um "autoritário anti-constitucional". O jornalista libertário Nick Gillespie, pelo contrário, chama a Trump "populista e não autoritário". Num artigo para a Newsweek, o teórico político Rafael Holmberg descreveu a política de Trump como ainda mais perturbadora do que o populismo e como um novo tipo de discurso político. Rich Benjamin refere-se a Trump e à sua ideologia como fascistas e uma forma de totalitarismo invertido.

Especialistas jurídicos de todo o espetro político, incluindo muitos acadêmicos conservadores e libertários, sugeriram que "os ataques descarados de Trump à imprensa, as queixas sobre o sistema judicial e as reivindicações arrojadas de poder presidencial esboçam coletivamente uma visão constitucional do mundo que mostra desprezo pela Primeira Emenda, pela separação de poderes e pelo Estado de direito". Os professores de direito Randy E. Barnett, Richard Epstein e David G. Post, por exemplo, sugerem que Trump tem pouca ou nenhuma consciência ou compromisso com os princípios constitucionais da separação de poderes e do federalismo. O professor de Direito Ilya Somin acredita que Trump "representa uma séria ameaça para a imprensa e para a Primeira Emenda", citando a proposta de Trump de expandir as leis de difamação para facilitar a ação judicial contra jornalistas e o seu comentário de que o proprietário do The Washington Post, Jeff Bezos, "teria problemas" se Trump fosse eleito Presidente. Anthony D. Romero, diretor executivo da União Americana das Liberdades Civis, escreveu num artigo de opinião publicado no The Washington Post em julho de 2016 que "as políticas propostas por Trump, se levadas a cabo, desencadeariam uma crise constitucional. Na nossa opinião, uma administração Trump violaria a Primeira, a Quarta, a Quinta e a Oitava emendas se tentasse implementar os seus planos mais controversos".

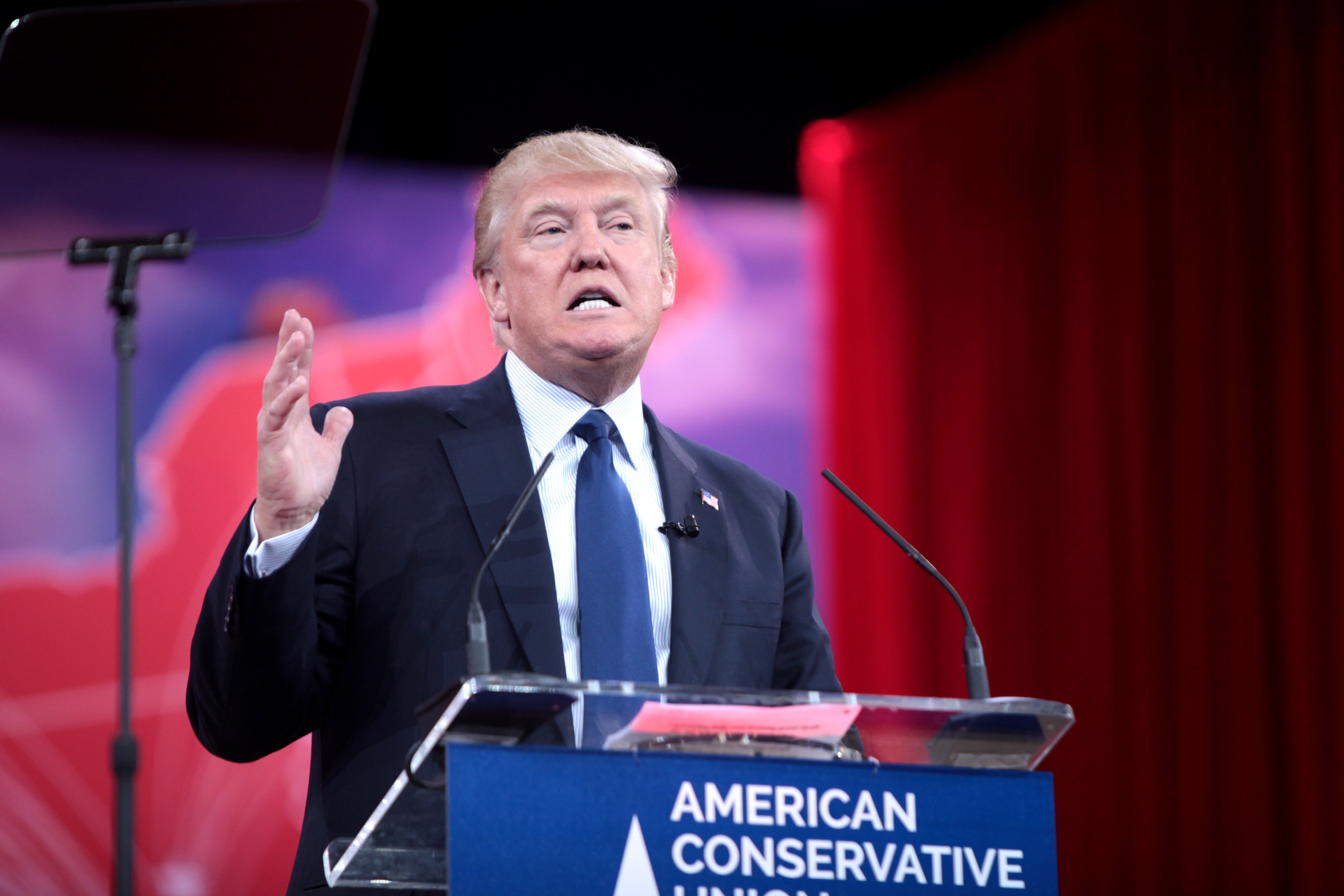
Trump discursando na Conferência de Conservative Political Action Conference (CPAC) em 2015

Antes da sua eleição como Presidente, as suas opiniões sobre questões sociais eram frequentemente descritas como centristas ou moderadas. O comentador político Josh Barro classificou Trump como um "republicano moderado", afirmando que, exceto no que se refere à imigração, as suas opiniões são "tudo menos ideologicamente rígidas, e ele não equipara certamente a negociação à rendição". Joe Scarborough, apresentador da MSNBC, disse que Trump é essencialmente mais parecido com um "democrata centrista" em questões sociais. O jornalista e analista político John Heilemann caracterizou Trump como liberal nas questões sociais, enquanto o apresentador de rádio conservador e comentador político Rush Limbaugh disse que Heilemann está vendo em Trump o que ele quer ver. Desde que se tornou Presidente, os comentadores têm geralmente caracterizado a sua agenda política como socialmente conservadora.
Trump e as suas opiniões políticas têm sido frequentemente descritos como nacionalistas. John Cassidy, da New Yorker, escreve que Trump procura transformar o Partido Republicano "num partido mais populista, nativista, declaradamente protecionista e semi-isolacionista, cético em relação à imigração, ao comércio livre e ao intervencionismo militar". Fred Hiatt, editor da página editorial do Washington Post, e Donald Brand, cientista político do College of the Holy Cross, descrevem Trump como um nativista. Rich Lowry, o editor da National Review, chama a Trump um "falcão da imigração" e apoia os esforços de Trump para fazer regressar os níveis de imigração ao que Trump chama um "nível historicamente médio". Trump é um protecionista, de acordo com o defensor do mercado livre Stephen Moore e o economista conservador Larry Kudlow. O historiador Joshua M. Zeitz escreveu em 2016 que os apelos de Trump à "lei e ordem" e à "maioria silenciosa" eram comparáveis à terminologia de Richard Nixon, que era um apito de cachorro e com códigos raciais.
De acordo com um estudo de 2020, os eleitores tiveram mais dificuldade em avaliar a ideologia de Trump nas eleições de 2016 do que todos os candidatos presidenciais desde 1972 e todos os legisladores contemporâneos.

## Escalas e classificações

### Crowdpac
Em 2015, a Crowdpac atribuiu a Trump uma classificação de 0,4L em 10, indicando posições moderadas. Em 2016, a classificação foi alterada para 5.1C em 10, deslocando-o mais para o espetro conservador.

### On the Issues
A organização e website On the Issues classificou Trump de várias formas ao longo do tempo:
- "Populista moderado" (2003)[52]
- "Populista de tendência liberal" (2003-2011)[53]
- "Conservador populista moderado" (2011-2012)[54]
- "Conservador de tendência libertária" (2012-2013)[55]
- "Conservador moderado" (2013-2014)[56]
- "Conservador de tendência libertária" (2014-2015)[57]
- "Conservador de núcleo duro" (2015)[58]
- "Conservador de tendência libertária" (2015-2016)[59]
- "Conservador moderado" (2016-2017)[60]
- "Conservador de núcleo duro" (2017-presente)[61]

## Políticas durante a presidência
Enquanto Presidente, Trump tem procurado reduzir consideravelmente o imposto sobre o rendimento, desregulamentar, aumentar a despesa militar, reverter as proteções federais para os cuidados de saúde e nomear juízes conservadores de acordo com as políticas conservadoras do Partido Republicano. No entanto, as suas políticas antiglobalização de protecionismo comercial ultrapassam as linhas partidárias. Nos negócios estrangeiros, descreveu-se a si próprio como um nacionalista. Trump afirmou que é "totalmente flexível em muitas, muitas questões".
A questão emblemática de Trump é a imigração, especialmente a imigração ilegal, e, em particular, a construção ou expansão de um muro fronteiriço entre os Estados Unidos e o México.
Na sua campanha presidencial de 2016, Trump prometeu um investimento significativo em infraestruturas e a proteção dos direitos dos idosos, tipicamente consideradas políticas liberais (Partido Democrata). Em outubro de 2016, a campanha de Trump publicou catorze categorias de propostas políticas no seu website, que foram entretanto removidas. Durante o mês de outubro de 2016, Trump delineou uma série de medidas para os seus primeiros 100 dias no cargo.
As posições políticas de Trump e as descrições que faz das suas crenças têm sido muitas vezes inconsistentes. O Politico descreveu as suas posições como "eclécticas, improvisadas e muitas vezes contraditórias". De acordo com uma contagem da NBC News, ao longo da sua campanha, Trump fez "141 mudanças distintas em 23 questões importantes". Organizações de verificação de fatos relataram que, durante a campanha, Trump fez um número recorde de declarações falsas e mentiras em comparação com outros candidatos, um padrão que continuou - e aumentou ainda mais - no cargo.

## Política interna

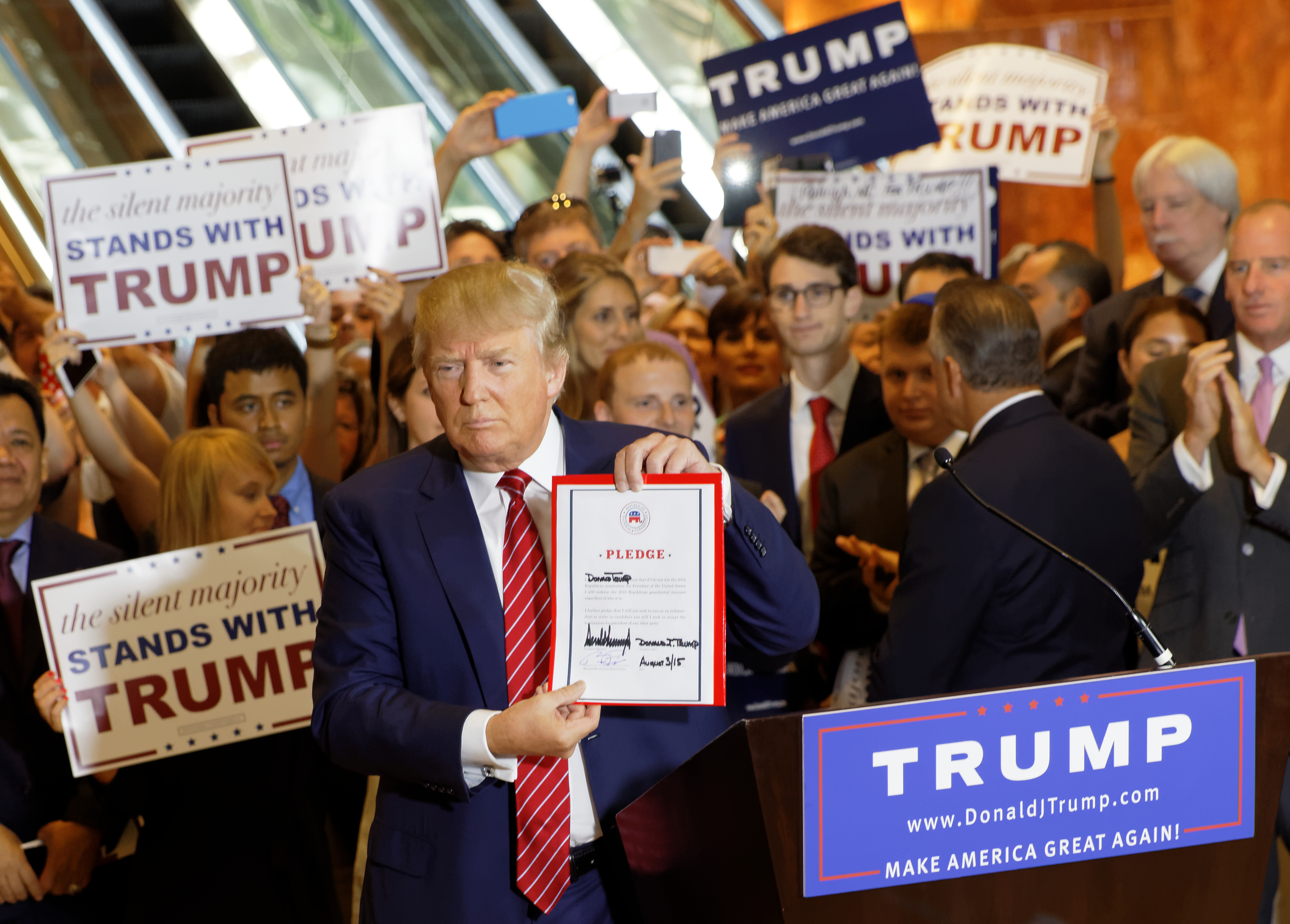
Trump assina o compromisso de lealdade republicano: se Trump não se tivesse tornado o candidato do Partido Republicano para as eleições gerais de 2016, comprometera-se a apoiar quem quer que fosse o candidato e a não concorrer como candidato de um terceiro partido.

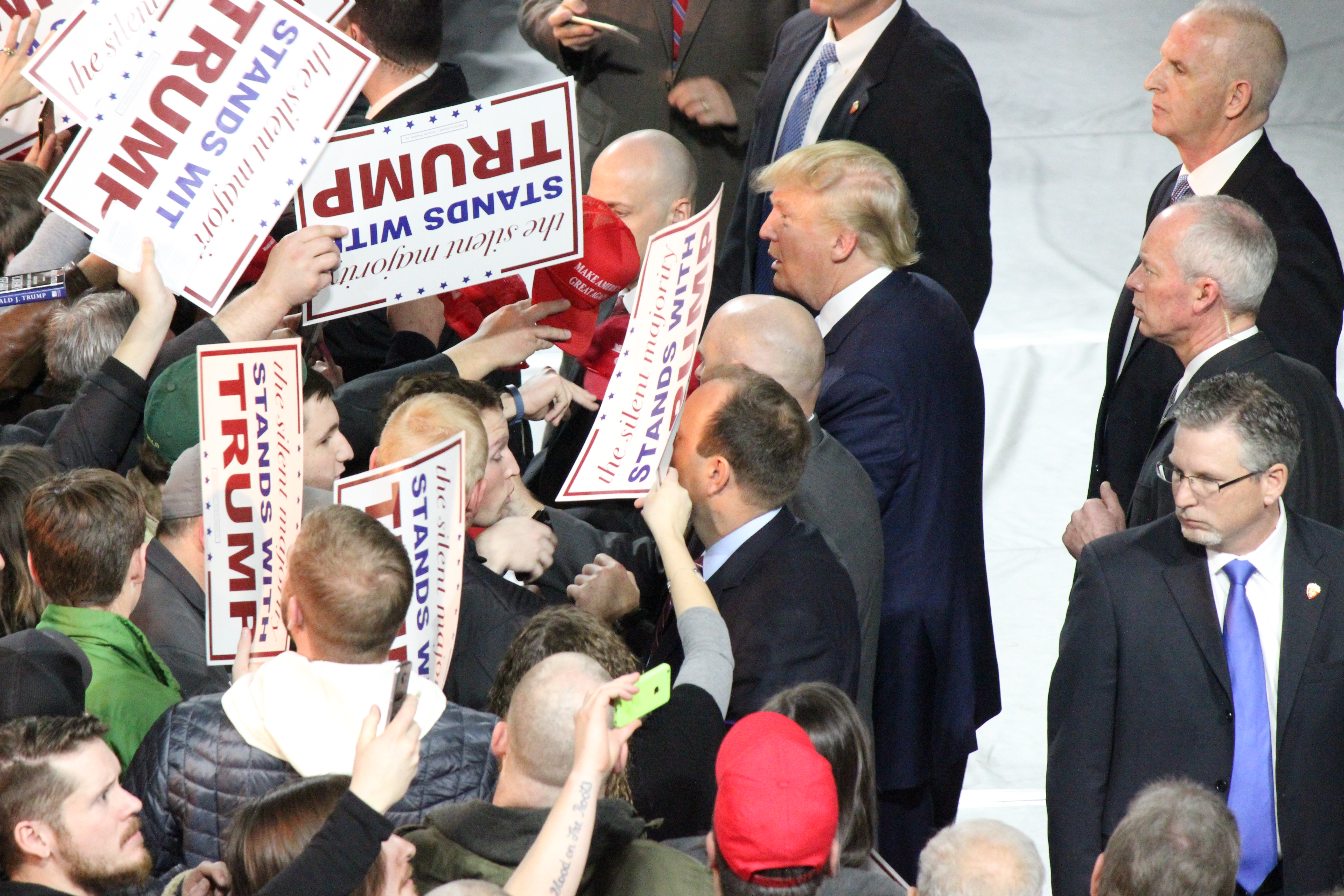
Trump e apoiantes num comício em Muscatine, Iowa, janeiro de 2016. Vários apoiantes seguram cartazes com a frase "A maioria silenciosa está com Trump".

### Financiamento das campanhas
Embora Trump tenha repetidamente manifestado o seu apoio à "ideia de uma reforma do financiamento das campanhas", não descreveu em pormenor as suas opiniões efetivas sobre a regulamentação do financiamento das campanhas Por exemplo, Trump não disse se é a favor do financiamento público das eleições ou de limites às despesas das campanhas, grupos externos e indivíduos.
Durante as primárias republicanas, Trump acusou em várias ocasiões os seus adversários republicanos de estarem vinculados aos financiadores das suas campanhas e afirmou que qualquer pessoa (incluindo o próprio Trump) podia comprar as suas políticas com donativos. Chamou aos super PACs "esquema" e "coisa horrível". Em outubro de 2015, disse: "Todos os candidatos presidenciais deviam repudiar imediatamente os seus Super PACs. Não só estão a violar o espírito da lei como a própria lei".
Depois de ter anteriormente elogiado o autofinanciamento da sua campanha como um sinal da sua independência em relação ao establishment político e aos grandes doadores, Trump inverteu o rumo e começou a angariar fundos no início de maio de 2016. Embora Trump tenha sistematicamente rejeitado os super PACs pró-Trump no início da corrida, deixou de o fazer a partir do início de maio de 2016.

### Funcionários públicos
De acordo com Chris Christie (que foi brevemente líder da equipe de transição de Trump para a Casa Branca), Trump procurou eliminar do governo federal os funcionários nomeados por Obama e pedirá ao Congresso que aprove legislação que facilite o despedimento de funcionários públicos.
O antigo estratega-chefe de Trump, Steve Bannon, declarou em fevereiro de 2017 que o objetivo de Trump é "desconstruir o Estado administrativo".

### Pessoas com deficiência
Trump forneceu "poucos pormenores sobre as suas posições em matéria de políticas relacionadas com a deficiência" e o seu website de campanha não faz qualquer menção às pessoas com deficiência. Em 1 de junho de 2016, Trump não tinha respondido ao questionário do grupo apartidário de pessoas com deficiência RespectAbility.

### Estado do Distrito de Colúmbia
Trump opõe-se à criação do estado de D.C. Em 2020, Donald Trump indicou que se a legislação sobre o estatuto de estado de Washington, D.C. fosse aprovada em ambas as câmaras do Congresso, ele vetaria a legislação de admissão.

### Educação

#### Campanha de 2016
Trump declarou o seu apoio à escolha da escola e ao controle local das escolas primárias e secundárias. Sobre a escolha da escola, comentou: "As nossas escolas públicas são capazes de fornecer um produto mais competitivo do que o atual. Se olharmos para alguns dos testes do ensino secundário do início deste século, perguntamo-nos se não seriam testes de nível universitário. E temos de trazer a concorrência - abrir as portas das escolas e deixar que os pais escolham a melhor escola para os seus filhos. Os reformadores da educação chamam a isto escolha da escola, escolas charter, vouchers e até bolsas de estudo de oportunidade. Eu chamo-lhe concorrência - a maneira americana".
Trump criticou a Iniciativa de Normas Estaduais do Núcleo Comum, apelidando-a de "desastre total". Trump afirmou que o Núcleo Comum é "educação através de Washington, D.C.", uma afirmação que o PolitiFact e outros jornalistas classificaram como "falsa", uma vez que a adoção e implementação do Núcleo Comum é uma escolha estatal e não federal.
Trump declarou que Ben Carson estará "muito envolvido na educação" durante a presidência de Trump. Carson rejeita a teoria da evolução e acredita que "os alunos que estudam em casa são os melhores, os que estudam em escolas privadas são os melhores a seguir, os que estudam em escolas autônomas são os melhores a seguir e os que estudam em escolas públicas são os piores"; disse que queria "retirar a burocracia federal da educação".
Trump propôs redirecionar US$ 20 bilhões da despesa federal existente para subsídios em bloco aos estados para que estes deem às crianças pobres vales para frequentarem uma escola à escolha da família (incluindo uma escola autônoma, uma escola privada ou uma escola online). Trump afirmou que "a distribuição deste subsídio favorecerá os estados que têm leis de escolha de escolas privadas e autônomas".

#### Campanha de 2024
Durante a sua campanha presidencial de 2024, Trump manifestou a sua oposição à utilização da titularidade acadêmica e dos programas de diversidade, equidade e inclusão nas instituições de ensino dos Estados Unidos.

### Desapropriação
Em 2015, Trump apelidou a desapropriação de "maravilhosa". Pediu repetidamente ao governo que o invocasse em seu nome durante projetos de desenvolvimento anteriores.

### Segurança alimentar
Em setembro de 2016, Trump publicou no seu website uma lista de regulamentos que iria eliminar. A lista incluía aquilo a que chamava a "Polícia Alimentar da FDA" e mencionava as regras da Food and Drug Administration que regem a "higiene da produção agrícola e alimentar" e as "temperaturas dos alimentos". A ficha informativa fornecida por Trump refletia um relatório de maio da conservadora Heritage Foundation. Foi substituída no final desse mês e a nova ficha informativa não mencionava a FDA.

### Nativos americanos
Colman McCarthy, do The Washington Post, escreveu em 1993 que, num testemunho prestado nesse ano à subcomissão dos Recursos Naturais da Câmara dos Representantes para os Assuntos dos Nativos Americanos, Trump "dedicou grande parte do seu testemunho a falar mal dos índios e dos seus casinos", afirmando que "o crime organizado é galopante nas reservas indígenas" e que "se continuar, será o maior escândalo de todos os tempos". Trump não apresentou provas que sustentassem a sua afirmação e os testemunhos da divisão de crime organizado do FBI, da divisão criminal do Departamento de Justiça e da divisão de investigação criminal do IRS não apoiaram a afirmação de Trump. O deputado George Miller, um democrata que era presidente da Comissão de Recursos Naturais na altura, afirmou: "Nos meus 19 anos no Congresso, nunca ouvi um testemunho tão irresponsável".
Trump financiou, em 2000, um conjunto de anúncios contra o jogo dos índios no Upstate New York que apresentava "uma fotografia escura mostrando agulhas hipodérmicas e parafernália de drogas", um aviso de que "criminosos violentos estavam a chegar à cidade" e uma acusação de que os Mohawks de St. Regis tinham um "registo de atividades criminosas". O anúncio - cujo objetivo era impedir a construção de um casino em Catskills que poderia prejudicar os casinos de Trump em Atlantic City - foi considerado "incendiário" e com uma carga racial e, na altura, os líderes tribais locais, em resposta, compraram um anúncio de jornal para denunciar a "difamação" e a "retórica racista e inflamatória" do anúncio anterior.  Os anúncios atraíram a atenção da Comissão Temporária de Lobbying do Estado de Nova Iorque porque não divulgaram o patrocínio de Trump, tal como exigido pelas regras de lobbying do estado. Trump reconheceu que patrocinou os anúncios e chegou a um acordo com o Estado, no qual ele e os seus associados concordaram em emitir um pedido de desculpas público e pagar US$ 250.000 (a maior penalização civil alguma vez aplicada pela comissão) por fugir às regras de divulgação do Estado.
Em 2015, Trump defendeu o polêmico nome da equipe e a mascote dos Washington Redskins, afirmando que a equipe da NFL não devia mudar de nome e que não considerava o termo ofensivo. A campanha "Change the Mascot", liderada pela Nação Indígena Oneida e pelo Congresso Nacional dos Índios Americanos, condenou a posição de Trump.

### Questionamento da cidadania de Obama

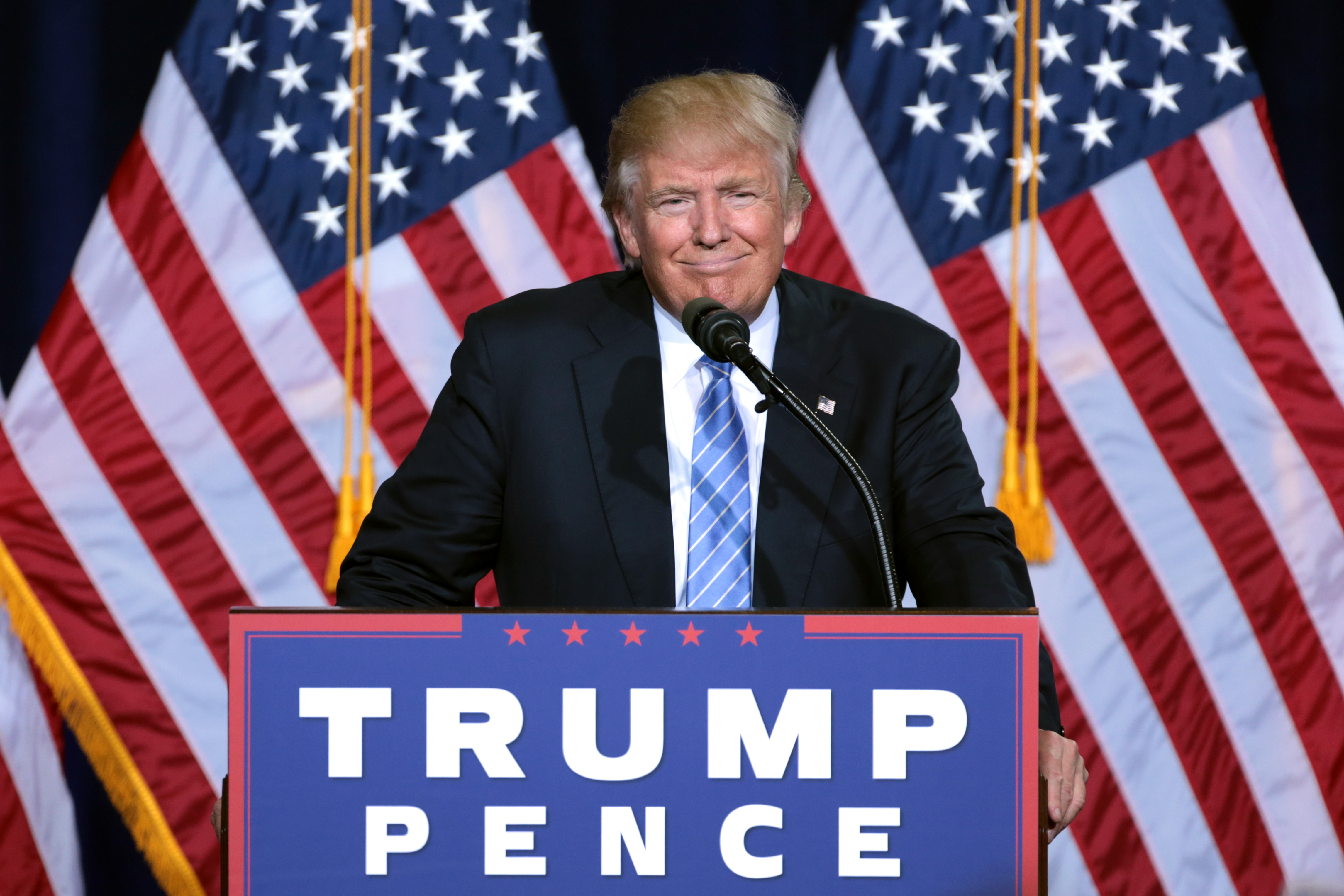
Trump discursando num comício em Phoenix, Arizona, agosto de 2016

Durante vários anos, Trump promoveu teorias da conspiração "birther" sobre a cidadania de Barack Obama.
Em março de 2011, durante uma entrevista no programa Good Morning America, Trump disse que estava pensando seriamente em candidatar-se à presidência, que era "um pouco" cético em relação à cidadania de Obama e que alguém que partilhasse esta opinião não deveria ser tão rapidamente descartado como um "idiota". Trump acrescentou: "Enquanto crescia, ninguém o conhecia" - uma afirmação classificada como "Pants on Fire" pelo Politifact. Mais tarde, Trump apareceu no programa The View repetindo várias vezes que "Quero que ele (Obama) mostre a sua certidão de nascimento" e especulando que "há algo nessa certidão de nascimento de que ele não gosta". Embora as autoridades do Havaí tenham certificado a cidadania de Obama, Trump disse em abril de 2011 que não iria deixar de lado a questão, porque não estava satisfeito por Obama ter provado a sua cidadania.
Depois de Obama ter divulgado a sua certidão de nascimento em 27 de abril de 2011, Trump disse: "Sinto-me realmente honrado e orgulhoso por ter sido capaz de fazer algo que mais ninguém conseguiu fazer". Trump continuou a questionar a certidão de nascimento de Obama nos anos seguintes, até 2015. Em maio de 2012, Trump sugeriu que Obama poderia ter nascido no Quênia. Em outubro de 2012, Trump ofereceu-se para doar US$ 5 milhões à instituição de caridade da escolha de Obama em troca da publicação dos seus pedidos de faculdade e passaporte antes do final do mês. Numa entrevista de 2014, Trump questionou se Obama tinha apresentado a sua certidão de nascimento de formato longo. Quando questionado em dezembro de 2015 se ainda questionava a legitimidade de Obama, Trump disse que "já não falo mais sobre isso".
Em 14 de setembro de 2016, Trump recusou-se a reconhecer se acreditava que Obama tinha nascido nos Estados Unidos. Em 15 de setembro de 2016, Trump reconheceu pela primeira vez que Obama tinha nascido nos Estados Unidos. Fez uma declaração concisa, dizendo: "O Presidente Barack Obama nasceu nos Estados Unidos, ponto final". Acusou Hillary Clinton de ter iniciado o movimento "Birther". Afirmou também que tinha "terminado" a controvérsia sobre os birthers, referindo-se aparentemente à publicação em 2011 da certidão de nascimento de Obama, apesar de ter continuado a questionar a cidadania de Obama nos anos seguintes. No dia seguinte, Trump publicou no Twitter um artigo no The Washington Post com o título "O evento de Donald Trump sobre o birther é o maior truque que ele já fez". O "maior truque" da manchete referia-se ao fato de as redes de televisão por cabo terem transmitido o evento em direto, à espera de uma declaração de "birther", enquanto Trump falava do seu novo hotel e os apoiantes davam testemunhos. Em outubro de 2016, Trump pareceu questionar a legitimidade da presidência de Barack Obama, referindo-se a ele num comício como "o presidente das citações".

### Segurança Social e Medicare

#### Campanha presidencial de 2016
Durante a sua campanha, Trump prometeu repetidamente "Não vou cortar a Seguridade Social como todos os outros republicanos e não vou cortar o Medicare ou o Medicaid".

#### Presidência
Nos primeiros três anos de sua presidência, ele não disse nada sobre cortar a Seguridade Social ou o Medicare. Em uma entrevista em janeiro de 2020, ele disse que planejava "dar uma olhada" em programas de direitos como o Medicare, mas ele então disse via Twitter "Não tocaremos em sua Seguridade Social ou Medicare no Orçamento Fiscal de 2021". Sua proposta de orçamento para 2021, revelada em fevereiro de 2020, incluía um corte de US $ 45 bilhões (~ US $ 49,9 bilhões em 2023) no programa da Seguridade Social que apoia pessoas com deficiência, bem como cortes no Medicare e Medicaid. Em agosto de 2020, como parte de um pacote de ordens executivas relacionadas com a pandemia de COVID-19, assinou uma ordem para adiar a cobrança dos impostos sobre os salários que sustentam a Seguridade Social e a Medicare, pagos por empregados e empregadores, para o resto de 2020. Disse também que, se for reeleito, perdoará os impostos sobre os salários adiados e fará cortes permanentes no imposto sobre os salários, afirmando que "acabaria com o imposto", embora só o Congresso possa alterar a legislação fiscal. Os analistas afirmaram que tal ação ameaçaria a Segurança Social e o Medicare, eliminando o financiamento dedicado que paga os programas.

### Veteranos

#### Campanha presidencial de 2016
Trump causou polêmica em julho de 2015 quando afirmou que o Senador John McCain "não tinha feito nada para ajudar os veteranos", uma afirmação considerada falsa pelo PolitiFact e pelo Chicago Tribune. Trump acrescentou que McCain "não é um herói de guerra. Ele foi um herói de guerra porque foi capturado. Gosto de pessoas que não foram capturadas".
Como candidato presidencial, Trump criticou a forma como os veteranos são tratados nos Estados Unidos, dizendo que "os veteranos são horrivelmente tratados neste país... estão vivendo num inferno". Defendeu a eliminação dos atrasos e das listas de espera que tinham causado um escândalo na Administração de Saúde dos Veteranos no ano anterior. Afirmou que "mais de 300.000 veteranos morreram à espera de cuidados". Disse acreditar que as instalações do Veterans Affairs (VA) precisavam de ser tecnologicamente atualizadas, de contratar mais veteranos para tratar outros veteranos, de aumentar o apoio às mulheres veteranas e de criar clínicas satélite dentro dos hospitais nas zonas rurais. Propôs um plano para reformar o U.S. Department of Veterans Affairs (Departamento de Assuntos dos Veteranos dos Estados Unidos), com disposições para permitir que os veteranos obtenham cuidados de saúde de qualquer médico ou estabelecimento que aceite o Medicare, para aumentar o financiamento dos serviços de prevenção de suicídio e PTSD, e para fornecer serviços de obstetrícia/ginecologia em todos os hospitais VA. Trump apelou a uma maior privatização dos cuidados dos veteranos, embora o seu plano não fizesse qualquer referência direta a permitir que os veteranos obtenham cuidados de saúde fora do sistema VA. O Wall Street Journal observou que "tal plano é contrário às recomendações dos principais grupos de veteranos, da própria VA e da Comissão de Cuidados, um órgão independente criado pelo Congresso que na semana passada fez recomendações para mudanças na VA". O plano de Trump apela "a uma legislação que torne mais fácil despedir funcionários com baixo desempenho, aumentando os recursos de saúde mental e adicionando uma linha direta da Casa Branca para que os veteranos possam contornar a VA e levar os problemas diretamente ao presidente". Trump opôs-se à atual G.I. Bill em 2016.
Em janeiro de 2016, Trump organizou um comício de angariação de fundos para veteranos (faltando a um debate republicano televisionado para o fazer). Semanas mais tarde, depois do The Wall Street Journal ter perguntado à campanha de Trump quando é que os grupos de veteranos iriam receber os cheques, os fundos começaram a ser desembolsados. Em abril, o Journal noticiou que os fundos ainda não tinham sido totalmente distribuídos. Em maio, a NPR confirmou diretamente junto de 30 instituições de caridade beneficiárias que tinham recebido os seus fundos, "representando US$ 4,27 milhões do total de US$ 5,6 milhões", enquanto as restantes 11 instituições de caridade não responderam à pergunta.

#### Presidência e campanha de 2020
Em fevereiro de 2018, a administração Trump iniciou uma política conhecida como "Deploy Or Get Out" (DOGO), ordenando ao Pentágono que dispensasse qualquer soldado que não fosse elegível para ser destacado nos 12 meses seguintes. Esta medida afetou principalmente os soldados deficientes. Também afetou soldados soropositivos, que têm permissão para servir nos Estados Unidos, mas não podem ser enviados para o exterior; a política DOGO significava que eles não poderiam mais servir nos Estados Unidos também.
Em agosto de 2019, Trump se creditou por aprovar o Veterans Choice Act, uma lei que na verdade havia sido aprovada pelo presidente anterior, Barack Obama, em 2014. Trump assinou uma expansão dessa lei em 2018.
Em setembro de 2020, The Atlantic relatou que Trump se referiu aos americanos que foram vítimas de guerra como "perdedores" e "otários", citando várias pessoas que estavam presentes nas declarações; relatórios posteriores da Associated Press e Fox News corroborou algumas dessas histórias. Os veteranos expressaram desprezo pelas alegações do relatório. Trump negou estas alegações e chamou-lhes "vergonhosas", acrescentando: "Estaria disposto a jurar por tudo que nunca disse isso sobre os nossos heróis caídos". John Bolton, que estava presente na discussão, também disse que nunca ouviu Trump fazer tais comentários.
Uma verificação dos fatos do The Washington Post analisou várias declarações sobre o assunto e descobriu que, independentemente da natureza da citação exacta, Trump expressou repetidamente opiniões negativas sobre os militares americanos que foram capturados, feridos ou morreram em combate. "Trump ficou intrigado com a razão pela qual as pessoas se alistam no serviço militar: 'O que é que eles ganham com isso? Não ganham dinheiro nenhum'. O funcionário acrescentou: "Era uma falha de carácter do Presidente. Ele não conseguia perceber porque é que alguém morria pelo seu país, não valia a pena".

#### Campanha presidencial de 2024
Em agosto de 2024, Trump foi criticado por ter dito que a Medalha Presidencial da Liberdade, que é atribuída a civis, é um prêmio "muito melhor" do que a Medalha de Honra, a principal condecoração militar, porque aqueles que recebem a Medalha de Honra 'ou estão em muito mau estado, porque foram atingidos tantas vezes por balas, ou estão mortos", enquanto que o destinatário da Medalha Presidencial da Liberdade está "saudável".

## Economia e comércio
Alguns dos cortes de impostos no Lei de Cortes de Impostos e Empregos, que Trump assinou como lei em 2017, foram definidos pela lei para expirar em 2025. Em abril de 2024, Trump declarou numa angariação de fundos para doadores ricos que, se voltasse ao cargo, procuraria prolongar essas disposições.

### Comércio
Durante a sua primeira presidência, Trump retirou os Estados Unidos da Parceria Transpacífica, iniciou uma guerra comercial com a China e negociou o USMCA (United States Mexico Canada Agreement) como sucessor do NAFTA (North American Free Trade Agreement).

### Criptomoedas
Em 2019, Trump expressou ceticismo sobre as criptomoedas. Em uma postagem no Twitter, ele disse: "Não sou fã de Bitcoin e outras criptomoedas, que não são dinheiro e cujo valor é altamente volátil e baseado no ar. Os ativos criptográficos não regulamentados podem facilitar comportamentos ilegais, incluindo o comércio de drogas e outras atividades ilegais".
Durante a campanha eleitoral de 2024, Trump tornou-se o primeiro candidato presidencial a aceitar ativos digitais como doações. Desde então, ele prometeu criar um "estoque de Bitcoin" federal a partir de Bitcoins apreendidos pelo governo dos Estados Unidos de criminosos ao longo do tempo, ou simplesmente adquirindo novos Bitcoins.

## Ambiente e energia
Em março de 2016, Trump não tinha divulgado quaisquer planos para combater as alterações climáticas nem tinha fornecido pormenores sobre a sua abordagem às questões energéticas em termos mais gerais.
Em maio de 2016, Trump pediu ao representante republicano dos Estados Unidos, Kevin Cramer, da Dakota do Norte - descrito pela Reuters como "um dos mais fervorosos defensores da perfuração e céticos das alterações climáticas" - para redigir a política energética de Trump.

### Seca na Califórnia
Em maio de 2016, Trump disse que podia resolver a crise da água na Califórnia, declarando que "não há seca", uma afirmação que a Associated Press notou ser incorreta. Trump acusou os funcionários do estado da Califórnia de negarem água aos agricultores para a poderem enviar para o mar "para proteger um certo tipo de peixe de três polegadas". "De acordo com a AP, Trump parecia estar a referir-se a uma disputa entre os interesses agrícolas do Vale Central e os interesses ambientais; os agricultores da Califórnia acusam as autoridades responsáveis pela água de lhes negarem água nos seus esforços para protegerem espécies de peixes nativos ameaçadas de extinção.

### Alterações climáticas e poluição
Trump rejeita o consenso científico sobre as mudanças climáticas, afirmando repetidamente que o aquecimento global é uma "farsa". Ele disse que "o conceito de aquecimento global foi criado por e para os chineses a fim de tornar a manufatura dos Estados Unidos não competitiva", uma declaração que Trump disse mais tarde ser uma piada. Também foi observado que ele frequentemente confunde clima com mudança climática.
Trump criticou a descrição do Presidente Obama das alterações climáticas como "a maior ameaça para as gerações futuras" por ser "ingênua" e "uma das declarações mais estúpidas que já ouvi". Um relatório de 2016 do Sierra Club afirmava que, se fosse eleito presidente, Trump seria o único chefe de Estado do mundo a afirmar que as alterações climáticas são uma farsa. Em dezembro de 2009, Trump e os seus três filhos adultos assinaram um anúncio de página inteira de "líderes empresariais" no The New York Times, afirmando que "se não agirmos agora, é cientificamente irrefutável que haverá consequências catastróficas e irreversíveis para a humanidade e o nosso planeta" e encorajando "o investimento na economia das energias limpas" para "criar novos empregos no setor das energias e aumentar a nossa segurança energética".
Apesar de "não acreditar nas alterações climáticas", Trump afirmou que "o ar puro é um problema premente" e disse: "Ainda há muito que precisa de ser investigado no domínio das alterações climáticas. Talvez a melhor utilização dos nossos limitados recursos financeiros deva ser garantir que todas as pessoas no mundo tenham água limpa".
A administração Trump revogou as proteções da Clean Water Rule concedidas pela Clean Water Act, que foram "estabelecidas para limitar a quantidade de poluição nos corpos d'água dos Estados Unidos e para proteger as fontes de água potável para cerca de um terço do país".
Em maio de 2016, durante a sua campanha presidencial, Trump emitiu um plano energético centrado na promoção dos combustíveis fósseis e no enfraquecimento da regulamentação ambiental. Trump prometeu "rescindir", nos seus primeiros 100 dias de mandato, uma série de regulamentos da Agência de Proteção Ambiental estabelecidos durante a administração Obama para limitar as emissões de carbono das centrais eléctricas alimentadas a carvão, que contribuem para o aquecimento do clima global. Trump comprometeu-se especificamente a revogar o Plano de Ação Climática e a regra das Águas dos Estados Unidos, que caracteriza como duas "ações executivas de Obama destruidoras de empregos".
Trump afirmou que "praticamente já não podemos usar carvão", uma declaração classificada como "majoritariamente falsa" pelo PolitiFact. Trump criticou as políticas de carvão da administração Obama, descrevendo como "estúpidas" as medidas da administração para eliminar gradualmente a utilização de centrais elétricas a carvão. Trump criticou a administração Obama por proibir "a produção de carvão em terrenos federais" e afirma que esta procura adotar "regras climáticas draconianas que, se não forem travadas, passarão efetivamente por cima do Congresso para impor um sistema de comércio de licenças de emissão que mata postos de trabalho". Trump prometeu reavivar a economia do carvão nos Estados Unidos, uma promessa que é vista pelos especialistas como improvável de ser cumprida porque o declínio da indústria do carvão é impulsionado pelas forças do mercado e, especificamente, pelo boom do gás natural nos Estados Unidos. Uma análise da Scientific American concluiu que a promessa de Trump de trazer de volta as minas de carvão fechadas seria difícil de cumprir, tanto por causa das regulamentações ambientais como das mudanças econômicas: "O principal problema do carvão nos Estados Unidos tem sido o gás natural barato e as energias renováveis, e não uma 'guerra ao carvão' politicamente motivada... [o carvão] continuará a ser empurrado para fora do cabaz de produção".
Trump escreveu no seu livro de 2011 que se opunha a um sistema de "cap-and-trade" para controlar as emissões de carbono.
De acordo com o FactCheck.org, durante pelo menos um período de cinco anos, Trump fez em várias ocasiões afirmações incorretas sobre a utilização de laca e o seu papel na destruição da camada de ozônio. Em um comício em maio de 2016, "Trump deu a entender que as regulamentações sobre spray para cabelo e mineração de carvão são injustificadas" e afirmou incorretamente que o uso de spray para cabelo em um apartamento "fechado" impede que as substâncias que destroem a camada de ozônio do spray cheguem à atmosfera.
Em junho de 2019, a Casa Branca de Trump tentou impedir que um analista de inteligência do Departamento de Estado testemunhasse ao Congresso sobre os efeitos "possivelmente catastróficos" das mudanças climáticas causadas pelo homem e impediu que seu testemunho escrito contendo ciência da NASA e NOAA fosse incluído no Registro oficial do Congresso porque não era consistente com as posições da administração.
Em agosto de 2019, Trump descreveu a produção de carvão da América como "limpa e bonita", apesar do carvão ser uma fonte de energia particularmente poluente. Embora "carvão limpo" seja um jargão específico utilizado pela indústria do carvão para certas tecnologias, Trump descreve geralmente que o carvão em si é "limpo".

#### Oposição à cooperação internacional em matéria de alterações climáticas

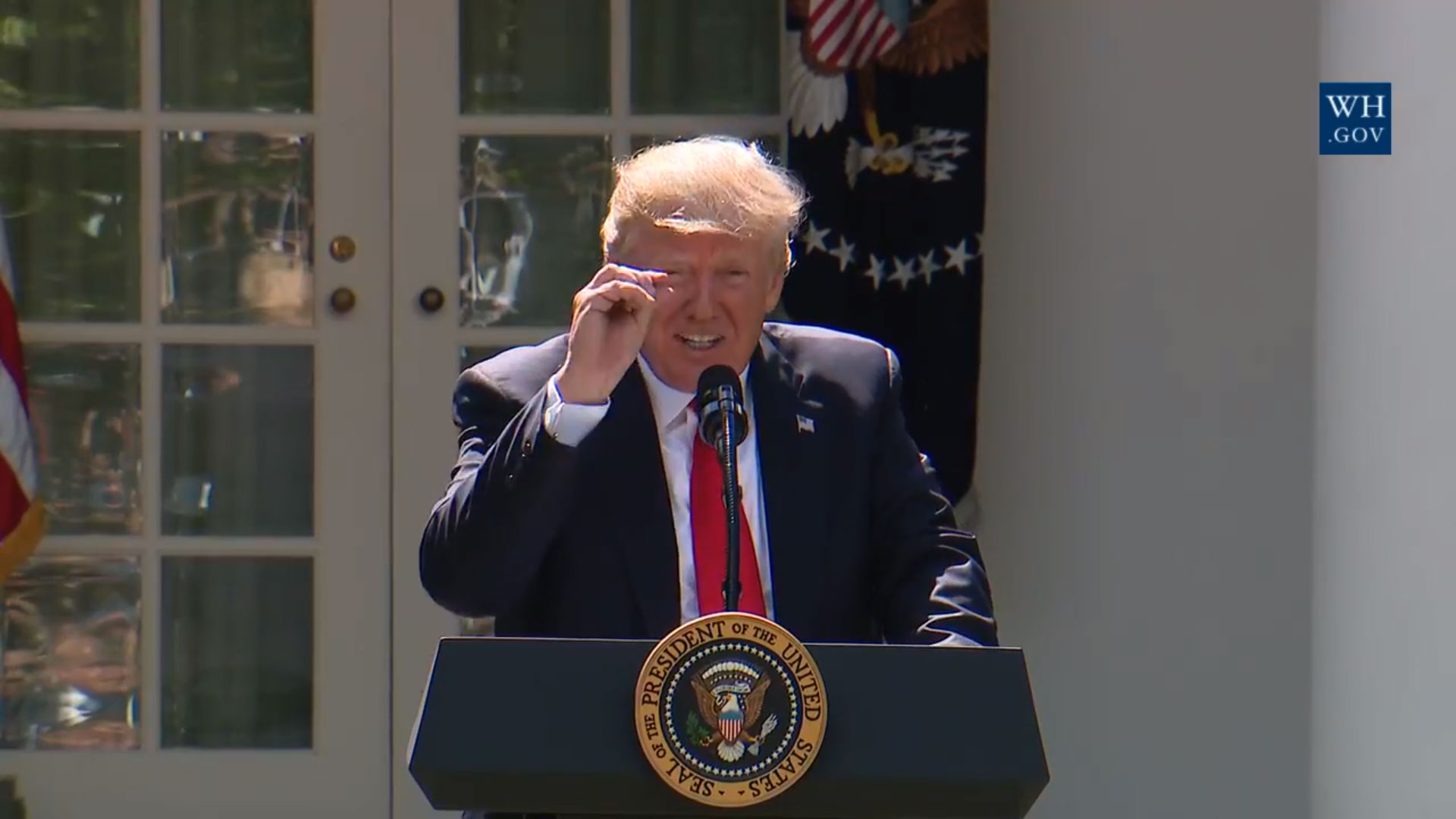
Presidente Trump durante seu anúncio de 2017 de deixar o Acordo Internacional de Paris

Trump prometeu, no seu discurso de maio de 2016 sobre política energética, "cancelar o Acordo de Paris sobre o clima" adotado na Conferência das Nações Unidas sobre Alterações Climáticas de 2015 (na qual 170 países se comprometeram a reduzir as emissões de carbono). Trump prometeu cancelar o acordo nos seus primeiros cem dias de mandato. Esta promessa seguiu-se a comentários anteriores de Trump, nos quais este afirmou que, enquanto presidente, procuraria "no mínimo" renegociar o acordo e "no máximo, posso fazer outra coisa". Trump caracteriza o Acordo de Paris como "unilateral" e "mau para os Estados Unidos", acreditando que o acordo é demasiado favorável à China e a outros países. No seu discurso de maio de 2016, Trump afirmou que o Acordo de Paris "dá aos burocratas estrangeiros o controlo sobre a quantidade de energia que usamos na nossa terra, no nosso país"; de fato, o Acordo de Paris baseia-se em promessas voluntárias dos governos e nenhum país controla o plano de redução de emissões de qualquer outro país.
Assim que o acordo for ratificado por 55 nações que representam 55 por cento das emissões globais (o que ainda não aconteceu), entra em vigor um período de espera de quatro anos para qualquer país que deseje retirar-se do acordo. Uma medida dos Estados Unidos para se retirarem do Acordo de Paris, como Trump propôs, foi vista como suscetível de desfazer o acordo; de acordo com a Reuters, tal medida significaria "a desgraça potencial para um acordo que muitos vêem como uma última oportunidade para virar a maré do aquecimento global".
No discurso de Trump sobre política energética, em maio de 2016, declarou que, se fosse eleito presidente, iria "suspender todos os pagamentos de impostos americanos a programas de aquecimento global". Isto seria uma inversão da promessa dos Estados Unidos de atribuir fundos aos países em desenvolvimento para ajudar na mitigação das alterações climáticas e poderia minar a vontade de outros países de tomar medidas contra as alterações climáticas.
Em agosto de 2016, 375 membros da Academia Nacional de Ciências dos Estados Unidos, incluindo 30 laureados com o Prêmio Nobel, emitiram uma carta aberta avisando que o plano de Trump de se retirar unilateralmente do Acordo de Paris teria efeitos terríveis na luta contra as alterações climáticas. Os cientistas escreveram, em parte:
É muito preocupante que o candidato republicano à presidência tenha defendido a retirada dos Estados Unidos do Acordo de Paris. Um "Parexit" enviaria um sinal claro ao resto do mundo: "Os Estados Unidos não se preocupam com o problema global das alterações climáticas causadas pelo homem. Vocês estão por vossa conta". Tal decisão tornaria muito mais difícil o desenvolvimento de estratégias globais eficazes de mitigação e adaptação às alterações climáticas. As consequências de optar por sair da comunidade global seriam graves e duradouras - para o clima do nosso planeta e para a credibilidade internacional dos Estados Unidos.

### Independência energética
No seu discurso de maio de 2016 sobre política energética, Trump afirmou: "Durante a minha presidência, vamos conseguir uma independência energética americana total. Tornar-nos-emos totalmente independentes da necessidade de importar energia do cartel do petróleo ou de qualquer nação hostil aos nossos interesses". O New York Times referiu que 'os especialistas dizem que tais observações revelam uma ignorância básica do funcionamento dos mercados petrolíferos mundiaia'.

### Regulamentação ambiental
Em janeiro de 2016, Trump prometeu um "corte tremendo" no orçamento da Agência de Proteção Ambiental dos Estados Unidos, caso fosse eleito. Numa entrevista a Chris Wallace em outubro de 2015, Trump explicou que "o que eles fazem é uma vergonha. Todas as semanas apresentam novos regulamentos". Quando Wallace perguntou: 'Quem é que vai proteger o ambiente?', Trump respondeu: "não vamos ter problemas com o ambiente. Podemos deixar um pouco, mas não se pode destruir as empresas".
Trump acusou o "U.S. Fish and Wildlife Service de abusar da Lei das Espécies Ameaçadas para restringir a exploração de petróleo e gás". Em 2011, Trump disse que permitiria a perfuração no Refúgio Nacional de Vida Selvagem do Ártico, no nordeste do Alasca.
Em julho de 2016, Trump sugeriu que era a favor de proibições estatais e locais da fraturação hidráulica (fracking), dizendo: "Sou a favor da fraturação, mas penso que os eleitores devem ter uma palavra a dizer. Quero dizer, há algumas áreas que talvez não queiram ter fracking. E penso que se os eleitores votam a favor, a decisão é deles... se um município ou um estado quiser proibir o fracking, posso compreender isso".

### Oleodutos

#### Keystone XL
Trump prometeu construir o Oleoduto Keystone XL, um projeto proposto para trazer petróleo canadense para os Estados Unidos. Trump prometeu que, se fosse eleito, pediria à TransCanada Corp. para renovar o seu pedido de autorização para o projeto nos seus primeiros cem dias de mandato. Trump afirmou que o Oleoduto Keystone XL não terá "qualquer impacto no ambiente" e criará "muitos empregos para os Estados Unidos", embora, na realidade, se preveja que o oleoduto crie apenas 35 empregos permanentes.
Nos seus primeiros dias de mandato, Trump reanimou o projeto Keystone XL, assinando um memorando presidencial que reverteu a rejeição da proposta de gasoduto feita pelo Presidente Obama. Trump "também assinou uma diretiva ordenando o fim das prolongadas revisões ambientais", prometendo tornar a revisão ambiental "um processo muito curto".

#### Oleoduto de acesso ao Dakota
Após meses de protestos de milhares de manifestantes, incluindo a maior reunião de nativos americanos em 100 anos, em dezembro de 2016, o Corpo de Engenheiros do Exército dos Estados Unidos, sob a administração Obama, anunciou que não concederia uma servidão para o oleoduto, e o Corpo de Engenheiros realizou uma declaração de impacto ambiental para analisar possíveis rotas alternativas. No entanto, em fevereiro de 2017, o recém-eleito Presidente Donald Trump terminou a avaliação de impacto ambiental e ordenou que a construção continuasse. Trump tem laços financeiros com a Energy Transfer Partners e a Phillips 66, ambas diretamente envolvidas no controverso projeto. O CEO da Energy Transfer Partners é um doador de campanha de Donald Trump.

### Energias renováveis
No seu livro de 2015, Crippled America, Trump critica fortemente o "grande impulso" para desenvolver as energias renováveis, argumentando que esse impulso se baseia numa crença errada de que os gases com efeito de estufa contribuem para as alterações climáticas. Isso é um grande erro. Para começar, todo o impulso para as energias renováveis está a ser impulsionado pela motivação errada, a convicção errada de que as alterações climáticas globais estão a ser causadas pelas emissões de carbono. Se não acreditarmos nisso - e eu não acredito - então o que temos é apenas uma forma dispendiosa de fazer com que os defensores das árvores se sintam bem consigo próprios".
Apesar de ter criticado os parques eólicos no passado (chamando-lhes de "feios"), Trump afirmou que não se opõe ao crédito fiscal para a energia eólica, dizendo: "Não me importo com subsídios, até certo ponto". Trump criticou a energia eólica por ser cara e por não funcionar sem 'subsídios maciços'. E acrescentou: "os moinhos de vento estão a matar centenas e centenas de águias. Uma das aves mais bonitas, uma das mais preciosas - e estão a matá-las às centenas e nada acontece", uma afirmação classificada como 'maioritariamente falsa' pelo PolitiFact, uma vez que as melhores estimativas indicam que cerca de cem águias-reais são mortas todos os anos pelas pás das turbinas eólicas.
Na sua plataforma oficial, Trump afirma que irá reduzir a burocracia, o que levará a uma maior inovação. A sua plataforma menciona as "energias renováveis", incluindo a "energia nuclear, eólica e solar", mas acrescenta que não as apoiará "com exclusão de outras energias".
Trump apoia um mandato de etanol mais alto (a quantidade de etanol exigida pela regulamentação federal para ser misturada ao suprimento de gasolina dos Estados Unidos). Trump prometeu proteger o padrão de combustível renovável do governo e o etanol à base de milho.
Em agosto de 2019, Trump afirmou: "se um moinho de vento estiver a menos de duas milhas de sua casa, sua casa praticamente não vale nada"; esta afirmação não é apoiada por estudos nos Estados Unidos.

### Conservação da vida selvagem e bem-estar animal
Em outubro de 2016, a Humane Society of the United States denunciou a campanha de Trump, dizendo que uma "presidência de Trump seria uma ameaça para os animais em todos os lugares" e que ele tem "uma equipe de conselheiros e apoiadores financeiros ligados à caça de troféus, fábricas de filhotes, fábricas de criação, abate de cavalos e outras indústrias abusivas".
Em fevereiro de 2017, sob a administração Trump, o Departamento de Agricultura dos Estados Unidos (USDA) retirou inesperadamente do seu site público "todos os registos de execução relacionados com a ferração de cavalos e com o bem-estar dos animais em operações de criação de cães e outras instalações". A decisão suscitou críticas de defensores do bem-estar dos animais (como o Animal Welfare Institute), de jornalistas de investigação e de algumas das indústrias regulamentadas (a Associação de Zoos e Aquários e o grupo Speaking of Research disseram que a medida criava uma impressão de falta de transparência).

## Cuidados de saúde
Em 1999, durante a sua abortada campanha presidencial de 2000 para o Partido Reformista, Trump disse ao entrevistador de televisão Larry King: "Acredito nos cuidados de saúde universais". No seu livro de 2000, The America We Deserve, Trump reiterou o seu apelo aos cuidados de saúde universais e centrou-se num sistema de cuidados de saúde de camada única ao estilo canadense como meio para o conseguir.

### Campanha de 2016
De acordo com um relatório da RAND Corporation, as propostas de política de saúde propostas por Trump, dependendo dos elementos específicos implementados, resultariam em entre 15 e 25 milhões de pessoas a menos com seguro saúde e aumentariam o déficit federal em uma faixa de zero a US$ 41 bilhões (~ US$ 49 bilhões em 2023) em 2018. Isto contrastava com as propostas de Clinton, que expandiriam a cobertura do seguro de saúde para entre zero e 10 milhões de pessoas, aumentando o défice entre zero e US$ 90 bilhões (~US$ 108 bilhões  em 2023) em 2018. De acordo com o relatório, os indivíduos com baixos rendimentos e as pessoas mais doentes seriam os mais afetados pelas políticas propostas, embora se tenha salientado que nem todas as propostas políticas foram modeladas.

### Ações durante o mandato (2017-2021)

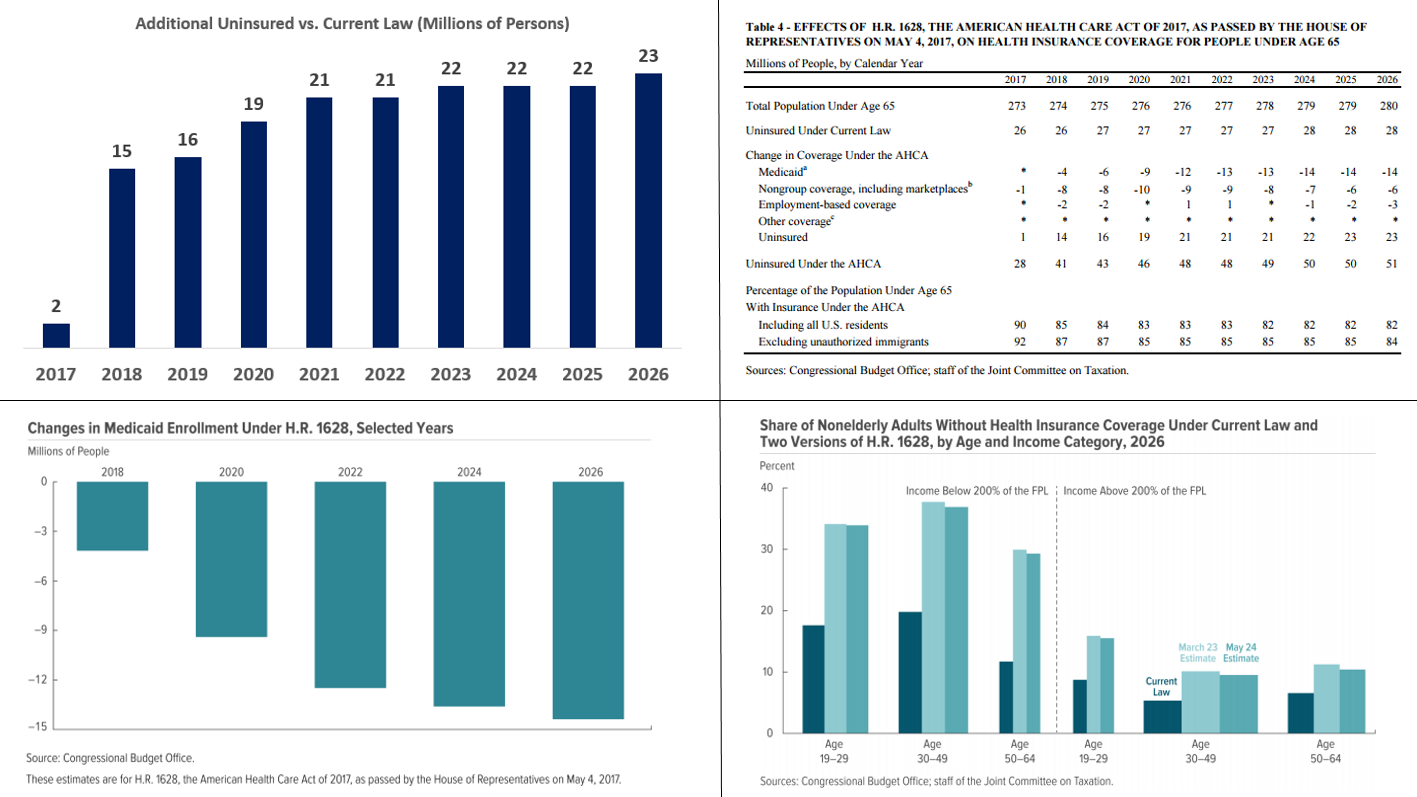
O CBO estimou em maio de 2017 que, de acordo com o Republican American Healthcare Act ou AHCA, cerca de 23 milhões de pessoas a menos teriam seguro saúde em 2026, em comparação com a lei atual.

#### Legislação
O Presidente Trump defendeu a revogação e substituição do Affordable Care Act (ACA ou "Obamacare"). Trump celebrou a aprovação pela Câmara dos Representantes, controlada pelos republicanos, do American Healthcare Act (AHCA) em maio de 2017. O Senado decidiu escrever sua própria versão do projeto de lei em vez de votar no AHCA. Um projeto de lei do Senado, chamado de "Better Care Reconciliation Act of 2017" (BCRA), falhou por uma votação de 45-55 no Senado em julho de 2017. Uma variação ficou com um voto a menos em meio à oposição de todos os democratas, bem como de John McCain, Lisa Murkowski e Susan Collins. Ao todo, o Senado rejeitou cinco projetos de lei para revogar e / ou substituir o Obamacare. O Congressional Budget Office estimou que os projetos aumentariam o número de não segurados em mais de 20 milhões de pessoas, enquanto reduziriam o déficit orçamentário marginalmente.

#### Ações para dificultar a aplicação da ACA
O Presidente Trump continuou os ataques republicanos à ACA durante o seu mandato, incluindo medidas como:
- Enfraquecimento do mandato individual através da sua primeira ordem executiva, que resultou na limitação da aplicação das sanções do mandato pelo IRS. Por exemplo, as declarações de impostos sem indicações de seguro de saúde ("declarações silenciosas") continuarão a ser processadas, ignorando as instruções da administração Obama para que o IRS as rejeite[213].
- Redução do financiamento da publicidade para os períodos de inscrição na bolsa de 2017 e 2018 em até 90%, com outras reduções para apoiar os recursos usados para responder a perguntas e ajudar as pessoas a se inscreverem na cobertura. Alguns atribuíram a redução das inscrições na ACA em 2018 a estes cortes[214][215][216].
- Redução do período de inscrição para 2018 para metade, para 45 dias. O conselho editorial do NYT referiu-se a este facto como parte de um esforço concertado de "sabotagem"[217].
- Emitir declarações públicas de que as trocas são instáveis ou em uma espiral de morte[218]. O CBO relatou em maio de 2017 que as trocas permaneceriam estáveis sob a lei atual (ACA), mas seriam menos estáveis se o AHCA fosse aprovado[209].
- Defender em 2020 uma ação judicial que teria eliminado totalmente o ACA (a Suprema Corte manteve a lei em 2021)[219].

Várias seguradoras e grupos de atuários citaram a incerteza criada pelo Presidente Trump, especificamente a não aplicação do mandato individual e o não financiamento de subsídios de redução de compartilhamento de custos, como contribuindo com 20-30 pontos percentuais para aumentos de prêmios para o ano do plano de 2018 nas bolsas da ACA. Por outras palavras, na ausência das ações de Trump contra a ACA, os aumentos dos prêmios teriam sido em média de 10% ou menos, em vez dos 28-40% estimados sob a incerteza que as suas ações criaram.
A CNN em 2020 descreveu a administração de Trump como optando por minar o Affordable Care Act por dentro, depois de não conseguir derrubar a lei no Congresso. O meio de comunicação descreveu em particular a aprovação de pedidos da Geórgia que os defensores do consumidor dizem que enfraqueceram a lei e reduziriam a cobertura e aumentariam os prêmios. Seu governo também tentou repetidamente diluir ou revogar as proteções da ACA para pessoas com condições médicas preexistentes, sem qualquer proposta sobre como restaurar essas proteções se a ACA fosse anulada.
Em fevereiro de 2021, o Center on Budget and Policy Priorities (CBPP) publicou uma linha do tempo dos esforços de "sabotagem" para minar o Affordable Care Act durante a administração Trump.

#### Fim dos pagamentos da redução da partilha de custos (CSR)
O Presidente Trump anunciou em outubro de 2017 que iria acabar com o mais pequeno dos dois tipos de subsídios ao abrigo da ACA, os subsídios de redução da partilha de custos (CSR). Esta decisão controversa aumentou significativamente os prêmios nas bolsas da ACA (até 20 pontos percentuais), juntamente com os subsídios de crédito fiscal premium que aumentam com eles, com o CBO estimando um aumento de US$ 200 bilhões no déficit orçamentário ao longo de uma década. O CBO também estimou que inicialmente até um milhão a menos teria cobertura de seguro saúde, embora mais possam tê-la a longo prazo à medida que os subsídios se expandem. O CBO esperava que as bolsas se mantivessem estáveis (por exemplo, sem uma "espiral de morte"), uma vez que os prêmios aumentariam e os preços se estabilizariam a um nível mais elevado (sem CSR).
O argumento do Presidente Trump de que os pagamentos da CSR eram um "resgate" para as companhias de seguros e que, por isso, deviam ser interrompidos, resulta, na verdade, no fato de o governo pagar mais às companhias de seguros (US$ 200 bilhões ao longo de uma década) devido a aumentos nos subsídios do crédito fiscal ao prêmio. A jornalista Sarah Kliff descreveu o argumento de Trump como "completamente incoerente".

#### Affordable Care Act e reforma dos cuidados de saúde
À medida que a campanha de 2016 se desenrolava, Trump declarou que era a favor da revogação do Affordable Care Act (ACA ou "Obamacare") - a que Trump se refere como um "desastre completo" - e da sua substituição por um "sistema de mercado livre". No site da sua campanha, Trump afirmou que, "no primeiro dia da Administração Trump, pediremos ao Congresso que revogue imediatamente o Obamacare". A campanha de Trump tem insistido que o candidato "nunca apoiou a medicina socializada".
Trump citou o aumento dos custos dos prêmios e das franquias como motivação para revogar o Affordable Care Act. No entanto, cerca de 70% das pessoas nas bolsas de valores ainda podem comprar um plano por US$ 75 por mês graças aos subsídios. Além disso, no mercado de empregadores, os aumentos dos custos dos prêmios dos seguros de saúde de 2015 a 2016 foram estimados em 3% em média, baixos para os padrões históricos. Embora as franquias tenham aumentado 12% em média de 2015 a 2016, mais trabalhadores estão a aderir a planos de franquia mais elevada com contas de poupança de saúde (HSA) com preferência fiscal, compensando parte do aumento da franquia (ou seja, reduzindo a sua franquia efetiva).
O Gabinete de Orçamento do Congresso informou em março de 2016 que havia cerca de 23 milhões de pessoas com seguro devido à lei, com 12 milhões de pessoas cobertas pelas bolsas (10 milhões das quais receberam subsídios para ajudar a pagar o seguro) e 11 milhões elegíveis para o Medicaid. O CBO também informou em junho de 2015 que: "Incluindo os efeitos orçamentais do feedback macroeconômico, a revogação da ACA aumentaria os défices orçamentais federais em US$ 137 bilhões durante o período 2016-2025". O CBO estimou também que, excluindo os efeitos do feedback macroeconômico, a revogação da ACA aumentaria o défice em US$ 353 bilhões durante o mesmo período.
No início da sua campanha, Trump respondeu a perguntas sobre o seu plano para substituir a ACA dizendo que seria "algo fantástico!" Posteriormente, Trump disse em várias ocasiões que acredita que o governo deve ter um envolvimento limitado nos cuidados de saúde, mas também disse que "na parte inferior, onde as pessoas não têm dinheiro, quero tentar ajudar essas pessoas", "trabalhando num acordo muito inteligente com os hospitais de todo o país". e disse que "toda a gente tem de estar coberta". Numa reunião da câmara municipal da CNN em fevereiro de 2016, Trump disse que apoiava o mandato de seguro de saúde individual da ACA, que exige que todos os americanos tenham um seguro de saúde, dizendo: "Gosto do mandato. Por isso, é aqui que sou um pouco diferente [dos outros candidatos republicanos]". Em março de 2016, Trump inverteu a sua posição, dizendo que “os nossos representantes eleitos devem eliminar o mandato individual. Ninguém deve ser obrigado a comprar um seguro, a não ser que o queira fazer".
Em março de 2016, Trump divulgou o seu plano de saúde, que apelava a que as companhias de seguros de saúde pudessem competir entre estados e a que o Medicaid passasse a ser um sistema de subsídios em bloco para os estados. Apelou também à eliminação do mandato individual para os seguros de saúde, à dedução dos prêmios dos seguros de saúde nas declarações de impostos e à concorrência internacional no mercado dos medicamentos. No mesmo documento, Trump reconheceu que os cuidados de saúde mental nos Estados Unidos são muitas vezes inadequados, mas não ofereceu nenhuma solução imediata para o problema, afirmando, em vez disso, que "há reformas promissoras a serem desenvolvidas no Congresso".
Explicando como abordaria o problema de assegurar as pessoas que perderiam a sua cobertura de seguro se o Obamacare fosse revogado, Trump disse: "Temos de inventar, e podemos inventar muitos planos diferentes. De fato, serão concebidos planos que nem sequer conhecem, porque vamos apresentar planos - planos de saúde - que serão muito bons. E muito menos dispendiosos, tanto para o país como para as pessoas. E muito melhores". O seu plano foi criticado por especialistas republicanos em saúde como "uma mistura de velhas ideias republicanas, selecionadas aleatoriamente, que não se encaixam" (Robert Laszewski) e que não fornecem nada que "faça mais do que cobrir alguns milhões de pessoas" (Gail R. Wilensky).
Em outubro de 2016, durante o segundo debate presidencial, caracterizou o sistema de saúde canadense como "catastrófico em certos aspectos". Em 2015, Trump também expressou admiração pelo sistema de saúde escocês, que é de pagamento único, e argumentou que funcionaria bem nos Estados Unidos.

### Campanha de 2024
Em novembro de 2023, Trump continuou a defender a revogação e substituição do Obamacare.
Durante uma entrevista de 11 de março de 2024, Trump sugeriu que estava aberto a cortar programas de direitos como Segurança Social e Medicare, que a campanha de Trump mais tarde afirmou estar apenas se referindo a "cortar desperdícios" e que ele protegeria os programas. Trump sugeriu anteriormente, enquanto presidente em 2020, que iria "a dada altura" considerar a possibilidade de cortar os programas de direitos, e as anteriores propostas orçamentais de Trump sugeriram alguns cortes nos programas. Durante as primárias republicanas, Trump atacou os seus oponentes sugerindo que eles iriam cortar os benefícios dos direitos.
Trump admitiu no debate que não tinha um plano de saúde, dizendo apenas que tinha "conceitos de um plano".

### Saúde pública

#### Ebola
Em 2014, depois de um médico nova-iorquino ter regressado do tratamento de doentes com Ebola na África Ocidental e ter apresentado sintomas da doença, Trump tweetou que, se o médico tivesse Ebola, "Obama devia pedir desculpa ao povo americano e pedir renuncia!". Quando mais tarde se confirmou que o médico tinha desenvolvido Ebola em Nova Iorque, Trump tweetou que a "culpa era de Obama" e "há semanas que ando a dizer que o Presidente Obama devia parar os voos da África Ocidental. É tão simples, mas ele recusou. Um incompetente total!". Trump também criticou a decisão do Presidente Obama de enviar 3.000 soldados americanos para as regiões afetadas para ajudar a combater o surto (ver Operation United Assistance).
Quando o médico Kent Brantly regressou aos Estados Unidos para tratamento, Trump tweetou que os médicos americanos que foram para o estrangeiro tratar o Ebola eram "ótimos" mas "devem sofrer as consequências" se ficarem infectados e insistiu que "os Estados Unidos devem parar imediatamente todos os voos provenientes de países infectados com Ebola ou a praga começará e espalhar-se-á dentro das nossas 'fronteiras'". Quando um doente com Ebola estava programado para vir aos Estados Unidos para tratamento, Trump tweetou: "agora sei com certeza que os nossos líderes são incompetentes. MANTENHA-OS FORA DAQUI!".
A sugestão de Trump sobre a crise do Ebola "iria contra todos os conselhos de especialistas que estão a ser oferecidos". Os médicos alertaram para o facto de que "isolar a África Ocidental só iria piorar muito o surto de Ebola", uma vez que "poderia impedir a entrada de ajuda e de fornecimentos" e poderia desestabilizar os países e contribuir para a propagação da doença fora da África Ocidental.

#### Zika
Em 3 de agosto de 2016, Trump chamou o surto do vírus zika na Flórida de "um grande problema". Ele expressou seu apoio ao governador da Flórida, Rick Scott, está lidando com a crise, dizendo que ele está "fazendo um trabalho fantástico". Quando questionado se o Congresso deveria convocar uma sessão de emergência para aprovar o financiamento do Zika, Trump respondeu: "Eu diria que depende de Rick Scott". Em 11 de agosto de 2016, Trump disse que era a favor de o Congresso reservar dinheiro para combater o zika.

#### Vacinas
Trump sugeriu que as vacinas infantis estavam relacionadas com o autismo, uma hipótese que tem sido repetidamente desmascarada. A Academia Americana de Pediatria e a Autism Speaks "condenaram as observações de Trump como falsas e potencialmente perigosas".
Em 2010, a Donald J. Trump Foundation doou US$ 10.000 à Generation Rescue, a organização sem fins lucrativos de Jenny McCarthy que defende a visão incorreta de que o autismo e doenças relacionadas são principalmente causadas por vacinas.
Apesar de suas opiniões anteriores, no entanto, Trump abandonou suas alegações de que as vacinas estavam relacionadas ao autismo em 2019, após os surtos de sarampo de 2019, ao dizer: "Eles têm que tomar essas vacinas", bem como '... as vacinas são tão importantes'.

## Política de imigração
A imigração ilegal foi uma questão fundamental nas campanhas presidenciais de Trump. Suas propostas de reformas e declarações sobre imigração também expressaram apoio a várias "restrições à imigração legal e aos vistos de trabalhadores convidados", incluindo uma "pausa" na concessão de green cards (residência permanente), que Trump disse que "permitiria que os altos níveis recordes de imigração caíssem para uma média histórica mais moderada".
Em agosto de 2019, Trump acusou os democratas de apoiarem "fronteiras abertas". Afirmou também que a sua administração está "construindo o muro mais rápido e melhor do que nunca", mas até junho de 2019 não foram erguidas novas barreiras na fronteira entre México e Estados Unidos, ao contrário do que Trump prometeu durante a sua campanha de 2016. As únicas instalações foram a substituição de antigas barreiras por vedações. Trump também afirmou que apenas 2% dos migrantes que foram libertados em vez de detidos acabaram por regressar para as suas audiências de imigração. A estatística de 2017 é de 72% para os migrantes e de 89% para os migrantes que pedem asilo.

## Lei e ordem

### Pena de morte

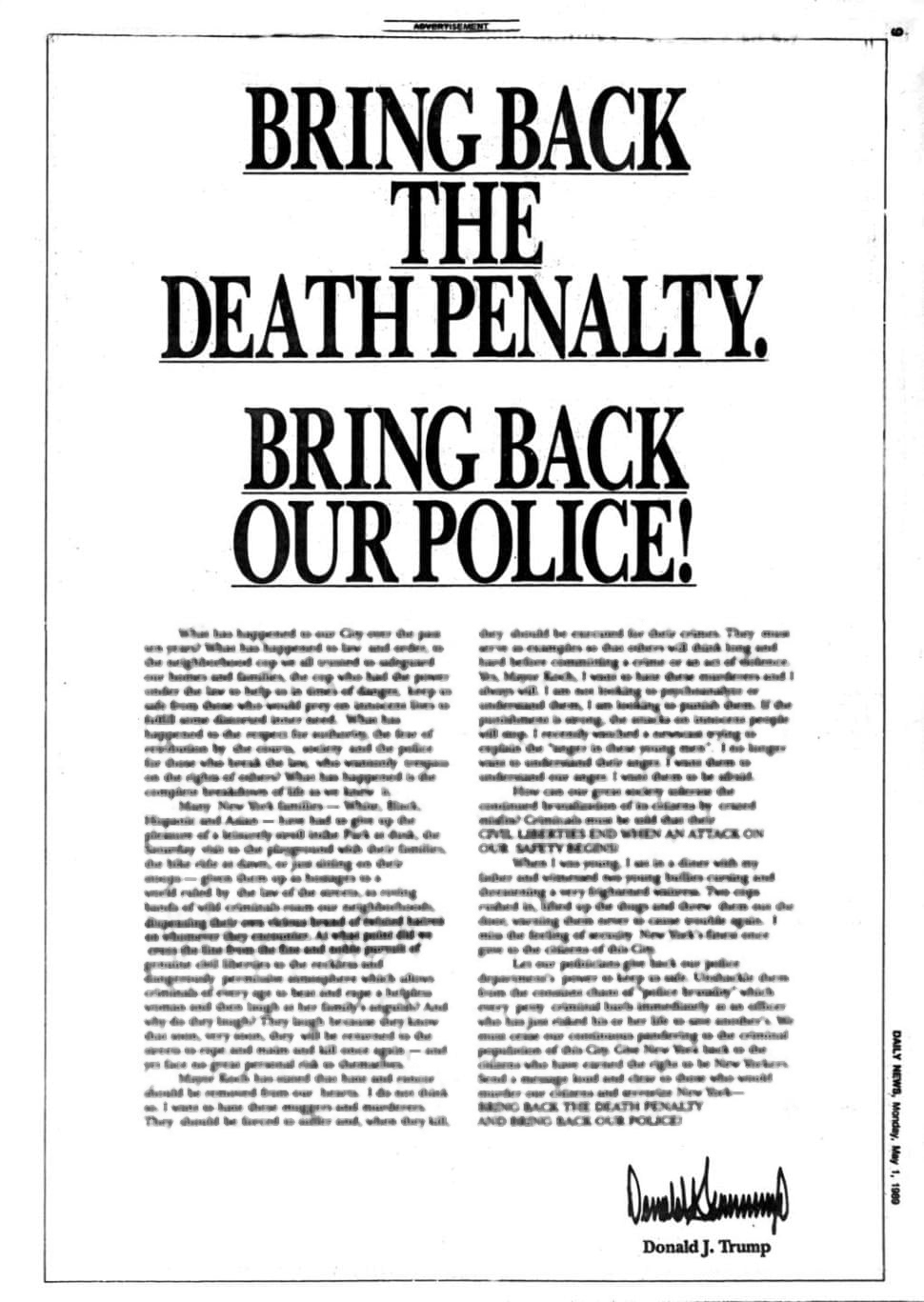
"O anúncio de página inteira foi publicado por Trump na edição de 1 de maio de 1989 do Daily News". Donald Trump gastou US$ 85.000 para publicar o anúncio em quatro jornais de Nova Iorque.

Trump há muito tempo defende a pena de morte nos Estados Unidos. Em maio de 1989, pouco depois do caso corredora do Central Park ter recebido a atenção dos meios de comunicação social, Trump comprou um anúncio de página inteira em quatro jornais da cidade de Nova Iorque, com o título "TRAGAM DE VOLTA PENA DE MORTE!". Cinco arguidos (os "Cinco do Central Park") foram injustamente condenados no processo e posteriormente exonerados. Em outubro de 2016, Trump continuava defendendo que os Cinco do Central Park eram culpados.
Em dezembro de 2015, num discurso em que aceitou o apoio da New England Police Benevolent Association, Trump disse que "Uma das primeiras coisas que farei [se for eleito Presidente], em termos de ordem executiva, se ganhar, será assinar uma declaração forte, forte, que sairá para o país, para o mundo, que... qualquer pessoa que mate um agente da polícia - pena de morte. Isso vai acontecer, está bem?". No entanto, o Presidente não tem autoridade sobre estes processos, uma vez que estes decorrem normalmente em tribunais estaduais ao abrigo da legislação estadual, e mais de um terço dos estados americanos já aboliram a pena de morte.
Nos seis meses entre julho de 2020 e o final do mandato de Trump, o governo federal executou treze pessoas; as primeiras execuções desde 2002. Neste período, Trump supervisionou mais execuções federais do que qualquer presidente nos 120 anos anteriores.

### Tortura
Trump afirmou que acredita que "a tortura funciona absolutamente". Durante a sua campanha, Trump disse que "traria de volta o waterboarding, e traria de volta algo muito pior do que o waterboarding". No entanto, durante a sua presidência, não voltou a utilizar o waterboarding.

### Justiça penal
Em maio de 2016, o site da campanha de Trump não mencionava a reforma da justiça penal e Trump raramente falava em pormenores. Trump afirmou que seria "duro com o crime" e criticou as propostas de reforma da justiça penal de Barack Obama e Hillary Clinton. Quando questionado sobre reformas específicas da justiça criminal, Trump muda frequentemente de assunto e volta a apoiar a polícia ou dá respostas vagas sobre a necessidade de ser "duro". Em janeiro de 2016, Trump disse que, juntamente com os veteranos, "as pessoas mais maltratadas neste país são a polícia".
Trump apoia o uso de táticas de "stop-and-frisk", do tipo das que foram usadas em Nova Iorque. Em 2000, Trump também rejeitou como elitistas e ingênuos os argumentos dos reformadores da justiça criminal, segundo os quais o sistema de justiça criminal dos Estados Unidos coloca demasiados criminosos na prisão. Trump é a favor de pelo menos uma sentença obrigatória, em que o uso de uma arma para cometer um crime resulta numa sentença de cinco anos.
Em várias ocasiões, Trump afirmou que a criminalidade estava a aumentar nos Estados Unidos. As afirmações de Trump de que a criminalidade estava a aumentar eram falsas; de fato, tanto os crimes violentos como os crimes contra a propriedade diminuíram consistentemente nos Estados Unidos desde o início da década de 1990 até 2014. A afirmação de Trump de que "o crime no interior das cidades está a atingir níveis recorde" recebeu a classificação de "pants-on-fire" do PolitiFact. Enquanto presidente, Trump reiterou em fevereiro de 2017 a falsa afirmação de que o crime estava a aumentar, dizendo que "a taxa de homicídios no nosso país é a mais elevada dos últimos 47 anos".
Em maio de 2016, Trump afirmou que as cidades de Oakland e Ferguson estão "entre as mais perigosas do mundo". Em resposta, a CBS News em São Francisco informou que as taxas de homicídio em Oakland e Bagdade são comparáveis, mas o PolitiFact classificou a afirmação de Trump como falsa, dado que "as taxas de homicídio por si só não são suficientes para avaliar se uma cidade é perigosa ou não".
Em 22 de novembro de 2015, Trump reenviou um gráfico com supostas estatísticas - citando um "Crime Statistics Bureau" - que afirmava que os afro-americanos eram responsáveis por 81% dos homicídios de americanos brancos e que a polícia era responsável por 1% dos homicídios de negros em comparação com 4% dos homicídios de brancos. O retuíte de Trump mereceu a classificação "Pants on Fire" do PolitiFact e foi considerado "grosseiramente impreciso" pelo FactCheck.org no dia seguinte. Os negros eram, na verdade, responsáveis por apenas 15% dos homicídios de brancos, de acordo com os dados do FBI relativos a 2014. A repartição das diferenças raciais nos homicídios cometidos pela polícia no retuíte de Trump também era imprecisa. Com base nas percentagens, o número de brancos mortos pela polícia seria quase 4 vezes superior ao número de negros. Dados do The Washington Post relativos a 2009 a 2013 mostravam um dado de 1,5 mortes de brancos pela polícia por cada morte de negros. Uma estimativa separada efetuada por Peter Moskos, professor associado do John Jay College of Criminal Justice, atribuiu 10% dos homicídios de brancos à polícia e 4% aos negros. Quando questionado sobre as estatísticas, Trump afirmou que estas provinham "de fontes muito credíveis".

### Política em matéria de droga
As opiniões de Trump sobre a política de droga mudaram radicalmente ao longo do tempo.
Num almoço organizado pelo Miami Herald em abril de 1990, Trump disse a uma multidão de 700 pessoas que a política de combate à droga dos Estados Unidos era "uma piada" e que: "Estamos a perder feio na guerra contra as drogas. É preciso legalizar as drogas para ganhar essa guerra. É preciso retirar o lucro a estes czares da droga".
Na sua campanha para a presidência em 2015 e 2016, no entanto, Trump adotou posições de "guerreiro da droga" e procurou aconselhamento sobre o assunto junto de William J. Bennett, que foi o primeiro "czar da droga" dos Estados Unidos na década de 1980 "e continuou a ser um defensor de táticas duras de guerra à droga ao estilo dos anos 1980". Trump disse a Sean Hannity, em junho de 2015, que se opõe à legalização da maconha e que "tenho uma opinião muito forte sobre isso". Trump também afirma nunca ter usado pessoalmente substâncias controladas de qualquer tipo.
Trump expressou o seu apoio à maconha medicinal, dizendo que é "cem por cento a favor" porque "conheço pessoas que têm problemas sérios... e... realmente, realmente as ajuda". Quando questionado sobre o Colorado (onde o uso recreativo da maconha é legal), Trump suavizou as suas opiniões expressas anteriormente e disse essencialmente que os estados devem ser capazes de decidir se a maconha para fins recreativos deve ser legal.
A administração organizou o Comitê de Coordenação da Política de Maconha em 2018.
Em 2024, Trump endossou a descriminalização da maconha na Flórida. Sobre a legalização total da maconha, ele sugeriu que seria inevitável no estado, independentemente de sua posição pessoal sobre o assunto, e em vez disso defendeu regulamentos que restringem seu uso em espaços públicos.
Em 21 de janeiro de 2025, um dia após o início de seu segundo mandato, Trump perdoou Ross Ulbricht, o fundador do Silk Road Dark Web mercado de drogas ilegais, incluindo opióides, como fentanil, agentes incapacitantes e outros narcóticos. Durante uma reunião de dezembro de 2023 em Mar-a-Lago, Angela McArdle, presidente do Partido Libertário, disse a Trump que "ele precisava libertar Ulbricht se quisesse o apoio libertário" para sua campanha de 2024.

### Regulamentação das armas
No seu livro de 2000, The America We Deserve, Trump escreveu que, de um modo geral, se opunha ao controle de armas, mas apoiava a proibição federal de armas de assalto e apoiava um "período de espera ligeiramente mais longo para comprar uma arma". No seu livro, Trump também criticou o lobby das armas, dizendo: "Os republicanos seguem a linha da NRA e recusam até restrições limitadas". Em 2008, Trump opôs-se às aulas de educação para a caça nas escolas e considerou a 'ideia de colocar voluntariamente armas nas salas de aula... um plano muito mau'.

#### Campanha de 2016
Durante a campanha para a presidência, Trump inverteu algumas das suas posições sobre questões relacionadas com as armas, apelando à expansão dos direitos de porte de arma. Em 2015, descreveu-se a si próprio como um acérrimo defensor da Segunda Emenda e afirmou que o porte oculto "é um direito, não um privilégio". Propôs a eliminação das proibições de armas de assalto, armas de estilo militar e carregadores de alta capacidade (que Trump descreveu como "frases assustadoras" utilizadas pelos defensores do controlo de armas "para confundir as pessoas"), bem como a validação das licenças de porte oculto a nível nacional, em vez da atual base de estado para estado. No site da sua campanha, apelou a uma revisão do atual sistema federal de verificação de antecedentes, argumentando que "muitos estados não estão conseguindo introduzir registos criminais e de saúde mental no sistema".
Na campanha de 2015, Trump elogiou a National Rifle Association of America (NRA), e recebeu o apoio do grupo depois de se tornar o presumível candidato republicano. Afirmou que a presença de mais armas em escolas e locais públicos poderia ter impedido tiroteios em massa como os de 2015 em Paris; em San Bernardino, Califórnia; e no Umpqua Community College. Trump apoiou a proibição de compra de armas por pessoas na lista de vigilância de terroristas do governo, dizendo em 2015: "Se alguém estiver numa lista de vigilância e for um inimigo do Estado e soubermos que é um inimigo do Estado, eu manteria-o afastado, sem dúvida". Nesta posição, Trump afastou-se da posição dos grupos de defesa dos direitos das armas e da maioria dos seus rivais republicanos de 2016 para a presidência e apoiou uma posição apoiada pelos democratas do Senado. Trump disse que tem uma licença de porte oculto em Nova Iorque e que "ando armado de vez em quando, às vezes muito. Gosto de ser imprevisível". Um artigo da Associated Press de 1987 dizia que ele tinha uma licença de porte de arma curta nessa altura.
Em janeiro de 2016, Trump disse: "Vou acabar com as zonas livres de armas nas escolas, e - tem de ser - e nas bases militares... No meu primeiro dia, é assinado, está bem? No meu primeiro dia. Não há mais zonas livres de armas". No entanto, Trump não poderia eliminar as zonas escolares livres de armas por ordem executiva, uma vez que tais zonas foram criadas por uma lei federal que só pode ser revertida pelo Congresso. Em maio de 2016, Trump fez comentários ambíguos sobre armas nas salas de aula, dizendo: "Não quero ter armas nas salas de aula. Embora, em alguns casos, os professores devam ter armas nas salas de aula". Em maio de 2016, Trump acusou Hillary Clinton de mentir quando esta afirmou que 'Donald Trump obrigaria as escolas a permitir armas nas salas de aula no seu primeiro dia de mandato'. De acordo com o verificador de fatos do The Washington Post, a declaração de Clinton estava correta.
Em junho de 2016, Trump disse que "teria sido uma visão linda, linda" ver Omar Mateen ser baleado na cabeça por um cliente armado no tiroteio da discoteca de Orlando, reiterando a sua posição de que mais pessoas deviam estar armadas em locais públicos. Alguns dias mais tarde, depois de dois altos responsáveis da NRA terem contestado a ideia de que os frequentadores da discoteca deviam estar armados, Trump inverteu a sua posição, dizendo que "obviamente" queria dizer que deviam estar armados guardas ou empregados adicionais na discoteca. O staff de segurança e outros funcionários de vários hotéis e campos de golfe de Trump disseram à ABC News que os clientes não estão autorizados a transportar armas na propriedade. Um porta-voz de Trump negou este fato, afirmando que as pessoas com licença estão autorizadas a transportar armas nas instalações.
Num comício em 9 de agosto de 2016, Trump acusou a sua adversária de querer "essencialmente abolir a Segunda Emenda", e prosseguiu: "Já agora, e se ela conseguir escolher os seus juízes, não há nada que possam fazer, amigos. Embora as pessoas da Segunda Emenda, talvez haja, não sei". Estes comentários foram interpretados pelos críticos como sugerindo violência contra Clinton ou os seus nomeados, mas a campanha de Trump declarou que ele estava a referir-se ao "grande poder político" dos defensores dos direitos das armas enquanto bloco eleitoral.

#### Presidência (2017-2021)
Um mês após a sua tomada de posse, Trump revogou um regulamento da era Obama que tinha como objetivo impedir a compra de armas por determinadas pessoas com problemas de saúde mental. Se o regulamento tivesse entrado em vigor, teria acrescentado 75.000 nomes, incluindo os nomes das pessoas que recebem assistência financeira federal devido a uma doença mental ou que têm procuradores financeiros devido a uma doença mental, a uma base de dados de verificação de antecedentes.
Após o tiroteio na Stoneman Douglas High School, em fevereiro de 2018, Trump reuniu-se com estudantes e outras pessoas na Casa Branca para uma "sessão de escuta". Trump sugeriu armar até 20% dos professores para impedir que "maníacos" atacassem os alunos. No dia seguinte, Trump chamou a uma escola "sem armas" um "ímã" para criminosos e tweetou: "Professores/treinadores altamente treinados, adeptos de armas, resolveriam o problema instantaneamente, antes da chegada da polícia. GRANDE DISSUASOR!".
Em agosto de 2019, após tiroteios em massa em El Paso, Texas, e em Dayton, Ohio, Trump se recusou a apoiar verificações universais de antecedentes, dizendo que as verificações de antecedentes existentes já são "muito, muito fortes", embora "tenhamos uma espécie de áreas ausentes e áreas que não completam todo o círculo". Indicou também que não estava interessado em trabalhar em compromissos bipartidários.
Em um discurso em uma convenção da NRA de 2023, Trump expressou apoio à reciprocidade nacional de porte oculto, que permitiria a uma pessoa com uma licença de porte oculto em um estado ter sua licença aplicada através das fronteiras estaduais em todo o país.

### Judiciário
De acordo com o The New York Times, muitas das declarações de Trump sobre tópicos jurídicos são "extemporâneas e resistem à análise jurídica convencional", sendo que algumas parecem "trair a ignorância de conceitos jurídicos fundamentais".

#### Suprema Corte
Trump declarou que queria substituir o juiz da Suprema Corte dos Estados Unidos, Antonin Scalia, que havia morrido, por "uma pessoa com opiniões e princípios semelhantes". Ele divulgou uma lista de onze possíveis candidatos para substituir Scalia. Os juristas foram amplamente considerados conservadores.  Trump havia insistido anteriormente que buscaria orientação de grupos conservadores, como a Federalist Society e a Heritage Foundation, para escolher os candidatos à Suprema Corte. Vários dos juízes listados por Trump questionaram o direito ao aborto. Seis dos onze juízes foram secretários de juízes conservadores da Suprema Corte.
Trump afirmou que "provavelmente nomearia" juízes para a Suprema Corte que "analisariam muito seriamente" a controvérsia do e-mail de Hillary Clinton "porque é uma atividade criminosa".
Trump criticou o Presidente da Suprema Corte dos Estados Unidos, John Roberts, nomeado por George W. Bush, como um "pesadelo para os conservadores", citando o voto de Roberts na decisão de 2015 no caso King v. Burwell, que manteve as disposições do Affordable Care Act. Ele também culpou Roberts pela decisão da Suprema Corte de junho de 2015 que legalizou o casamento entre pessoas do mesmo sexo, aparentemente por engano, já que nesse caso Roberts na verdade discordou da opinião da maioria.
Em fevereiro de 2016, Trump pediu ao Senado que impedisse Obama de preencher a vaga na Suprema Corte.
Uma análise feita pela FiveThirtyEight previu que, sob a premissa de que a vaga de Scalia na Suprema Corte não seria preenchida antes da presidência de Trump, e levando em conta a idade avançada de três dos juízes em exercício, a presidência de Trump moveria a Suprema Corte "para a direita, em direção à sua posição mais conservadora na memória recente".
Por fim, Trump nomeou três juízes para a Suprema Corte: Neil Gorsuch para substituir Scalia, Brett Kavanaugh para substituir Anthony Kennedy e Amy Coney Barrett para substituir Ruth Bader Ginsburg. As nomeações dos indicados de Trump levaram a corte a uma posição fortemente conservadora. No período após a saída de Trump do cargo, a corte emitiu várias decisões conservadoras, inclusive declarando que a constituição não protege o aborto, nas quais os indicados de Trump contribuíram para a maioria.

#### Comentários sobre juízes e decisões judiciais
Desde que assumiu o cargo, Trump fez uma série de "ataques crescentes ao judiciário federal" em resposta a decisões judiciais contra ele. Depois que um juiz distrital federal, James Robart, emitiu uma suspensão da ordem executiva de Trump sobre viagens, imigração e refugiados, Trump o depreciou no Twitter, referindo-se a ele como "o chamado juiz" e escrevendo: "[Ele] colocou nosso país em grande perigo. Se algo acontecer, culpem a ele e ao sistema judiciário. As pessoas estão chegando. Ruim!".

### Limites de mandato e regulamentações éticas
Em outubro de 2016, Trump disse que pressionaria por uma emenda constitucional para impor limites de mandato aos membros do Congresso, de modo que os membros da Câmara dos Deputados pudessem servir por um período máximo de seis anos e os senadores por um período máximo de doze anos. Trump também se comprometeu a reinstituir a proibição de que funcionários do Poder Executivo façam lobby por cinco anos após deixarem o serviço público e disse que apoiava que o Congresso instituísse uma proibição semelhante de lobby por cinco anos, aplicável a ex-membros e funcionários. De acordo com as normas atuais do "período de reflexão", ex-deputados dos Estados Unidos devem esperar um ano antes de fazer lobby no Congresso, ex-senadores dos EUA devem esperar dois anos e ex-funcionários do ramo executivo "devem esperar dois anos ou um ano antes de fazer lobby em sua antiga agência, dependendo do nível de senioridade".

#### Vigésima segunda emenda
Em várias ocasiões desde que assumiu o cargo em 2017, Trump questionou os limites do mandato presidencial e, em comentários públicos, falou sobre servir além dos limites da Vigésima Segunda Emenda. Por exemplo, durante um evento na Casa Branca em abril de 2019 para o Wounded Warrior Project, ele brincou que permaneceria presidente "pelo menos por 10 ou 14 anos".

### Primeira Emenda

#### Profanação de bandeiras
Durante um comício em junho de 2020, o presidente Trump disse a seus apoiadores que acha que a queima de bandeiras deveria ser punida com um ano de prisão.

#### Difamação
Durante sua campanha presidencial de 2016, Trump propôs que os Estados Unidos deveriam "abrir" suas leis de difamação para facilitar o processo contra jornais que escrevem "artigos propositalmente negativos, horríveis e falsos".

### Idioma oficial
Em 2015, durante um debate, Trump disse: "Este é um país onde falamos inglês, não espanhol".
Em junho de 2019, o senador Steve Daines propôs reviver a emenda linguística que não havia sido bem-sucedida anteriormente e, ao fazê-lo, recebeu o apoio do governo Trump.
Em 1º de março de 2025, Trump assinou uma ordem executiva designando o inglês como o idioma oficial do país.

### Violência nos jogos eletrônicos
Trump tem manifestado a sua oposição à violência nos jogos eletrônicos. Depois que foi erroneamente relatado que o atirador de Sandy Hook frequentemente jogava jogos eletrônicos violentos, Trump twittou: "A violência e a glorificação dos videogames devem ser interrompidas - está criando monstros!"
Após o tiroteio de El Paso em 2019, Trump disse em um discurso: "Devemos parar a glorificação da violência em nossa sociedade. Isso inclui os jogos eletrônicos horríveis e terríveis que agora são comuns. Atualmente, é muito fácil para os jovens com problemas rodearem-se de uma cultura que celebra a violência. Temos de acabar com isto ou reduzi-lo substancialmente e temos de começar imediatamente".

### Apostas online
Trump apoia o jogo em linha, com base no seguinte raciocínio: "Isto tem de acontecer porque muitos outros países estão a fazê-lo e, como de costume, os Estados Unidos estão perdendo".

### Absolvições
Trump disse várias vezes que, se fosse reeleito em 2024, iria absolver os rebeldes de 6 de janeiro.
Em 20 de janeiro de 2025, ao assumir a presidência novamente, Trump emitiu cerca de 1.500 absolvições e 6 comutações para pessoas acusadas de conexão com o ataque de 6 de janeiro ao Capitólio dos Estados Unidos.

## Ciência e tecnologia
Um relatório de 2016 da Scientific American classificou Trump e três outros candidatos presidenciais principais - Hillary Clinton, Gary Johnson e Jill Stein - quanto à política científica, com base em suas respostas a uma pesquisa de vinte perguntas do ScienceDebate.org. Trump "ficou em último lugar em todos os quesitos" na classificação, com cientistas e pesquisadores culpando-o pela falta de conhecimento ou apreciação de questões científicas.

### Espaço

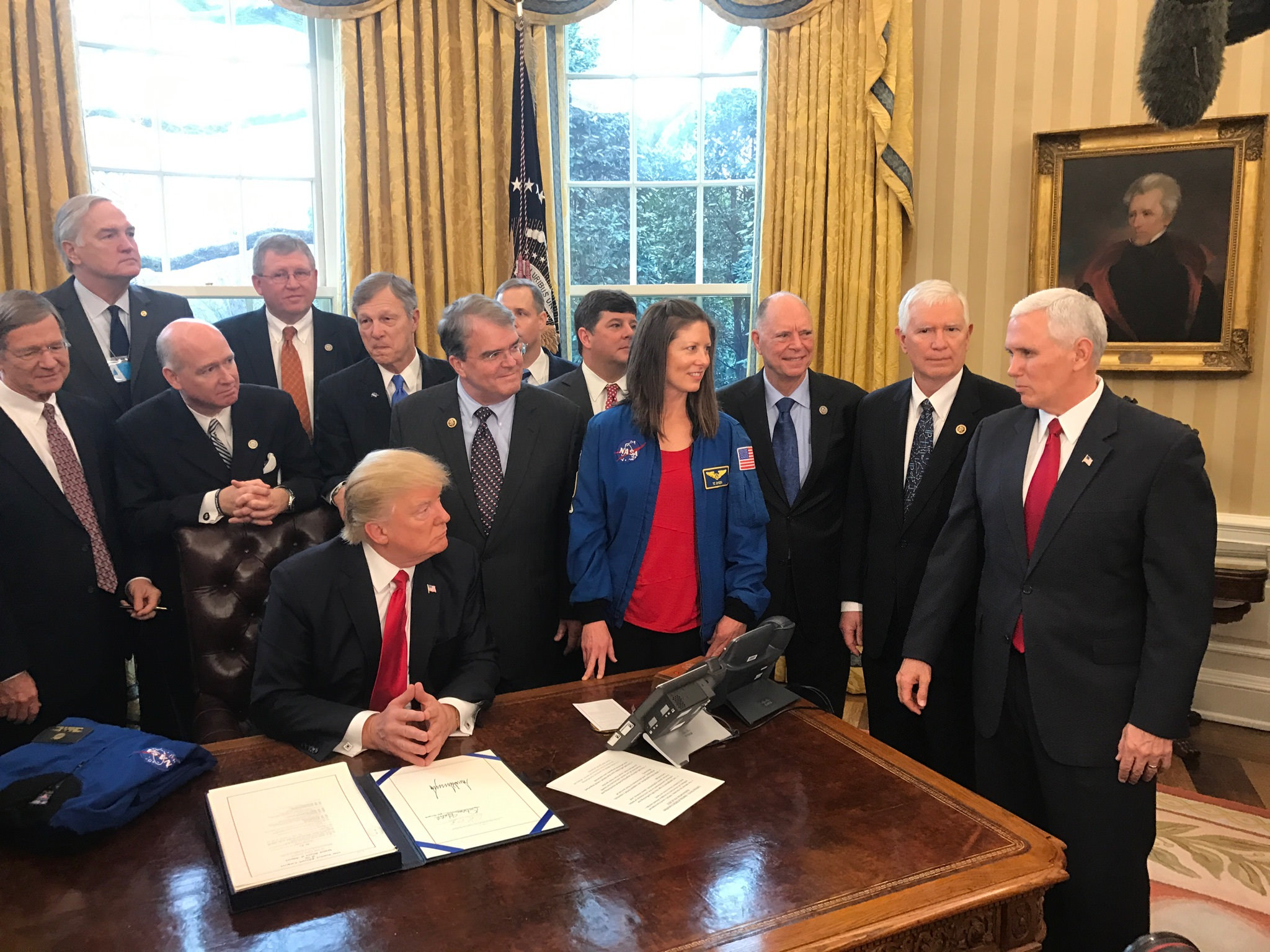
Presidente Trump assinando a Lei de Autorização de Transição da NASA de 2017

Em outubro de 2016, um dos assessores políticos de Trump declarou que, sob Trump, a NASA recriaria o Conselho Espacial Nacional e buscaria uma meta de "exploração humana do Sistema Solar até o final do século", para impulsionar os desenvolvimentos tecnológicos em um grau mais forte do que uma missão tripulada a Marte. Outras metas incluiriam a transferência do orçamento da pesquisa climática e das ciências da Terra para a exploração do espaço profundo e a busca por pequenos satélites e tecnologia hipersônica. Também foi considerada a possibilidade de a China participar do programa da Estação Espacial Internacional. É possível que a exploração lunar com tripulação tenha um papel mais importante na busca da NASA por uma missão tripulada a Marte. Antes dessa declaração, a campanha de Trump parecia ter pouca ou nenhuma política espacial.

### Tecnologia e neutralidade da rede
Em junho de 2016, Trump não publicou nenhuma proposta de política tecnológica. Na campanha, Trump frequentemente antagonizava as figuras do Vale do Silício, usando sua conta no Twitter para criticar líderes tecnológicos como Jeff Bezos, da Amazon, Tim Cook, da Apple, e Brian Chesky, da Airbnb, durante uma série de meses. Ele está particularmente preocupado com o colapso social da cultura americana causado pela tecnologia e disse que "a Internet e toda a era do computador são realmente uma mistura", tendo "complicado muito as vidas".
Trump se opõe à neutralidade da rede, afirmando que ela é "o ataque de Obama na Internet" e dizendo que ela terá como alvo a mídia conservadora".
Trump sugeriu o fechamento de "certas áreas" da Internet. Sobre como isso se relaciona com a liberdade de expressão, ele acrescentou: "Alguém dirá: 'Oh, liberdade de expressão, liberdade de expressão'. Essas pessoas são tolas. Temos muitas pessoas tolas".
A publicação de tecnologia Recode relata que Trump não fez nenhuma declaração pública sobre as questões de reforma de patentes ou acesso à banda larga.

## Política externa e de segurança

### OTAN
Em seu livro de 2000, The America We Deserve (A América que merecemos), Trump argumentou que os países europeus estavam usando a OTAN como uma forma de impor obrigações internacionais aos Estados Unidos, enquanto "seus conflitos não valem vidas americanas. Retirar-se da Europa economizaria milhões de dólares anualmente para este país."
Em uma entrevista à CNN em março de 2016, Trump pediu para "repensar" o envolvimento dos Estados Unidos na OTAN, afirmando que os Estados Unidos pagam demais para garantir a segurança de seus aliados. Além disso, ele disse: "A OTAN está nos custando uma fortuna e, sim, estamos protegendo a Europa com a OTAN, mas estamos gastando muito dinheiro." Mais tarde, na mesma entrevista, ele afirmou que os Estados Unidos não deveriam "diminuir seu papel" na OTAN, mas sim reduzir seus gastos com a organização. Em maio de 2016, o FactCheck.org do Annenberg Public Policy Center estimou - com base em suas declarações anteriores - que Trump poderia estar disposto a deixar a OTAN, a menos que houvesse mudanças na aliança.
Em uma entrevista de julho de 2016, Trump "levantou explicitamente novas questões sobre seu compromisso de defender automaticamente os aliados da OTAN" e questionou se, como presidente, ele estenderia automaticamente as garantias de segurança aos membros da OTAN. Quando perguntado sobre um possível ataque russo aos membros bálticos da OTAN, Trump disse que só decidiria se iria ajudá-los depois de analisar se essas nações "cumpriram suas obrigações conosco". Isso representaria uma ruptura significativa com as tradições da política externa americana.
As observações de Trump sobre a OTAN alarmaram os aliados dos EUA na Europa e o ex-conselheiro de Obama (e ex-embaixador em Moscou) Michael McFaul, que declarou que "tivemos décadas de compromisso bipartidário com a OTAN, tornando-a a maior aliança da história. Trump agora está ameaçando isso." Vários especialistas e observadores disseram que as restrições propostas por Trump à cláusula de segurança coletiva (Artigo 5) do tratado da OTAN correm o risco de minar a aliança ou torná-la irrelevante.
Em 28 de setembro - quando Trump se reuniu com a Aliança Nacional Polonesa - Trump disse: "Como presidente, honrarei os sacrifícios da Polônia pela liberdade. Estamos comprometidos com uma Polônia forte, muito comprometida, totalmente comprometida, e com uma Leste Europeu forte como um bastião de liberdade e segurança". Ele também acrescentou: "Queremos que a OTAN seja forte, o que significa que queremos que mais nações sigam o exemplo da Polônia".
Um dia depois de sua primeira reunião com a chanceler alemã Angela Merkel, Trump tuitou: "A Alemanha deve enormes somas à OTAN e os Estados Unidos devem receber mais pela defesa forte e muito cara que fornecemos à Alemanha!"

## Questões sociais e liberdades civis

### Aborto

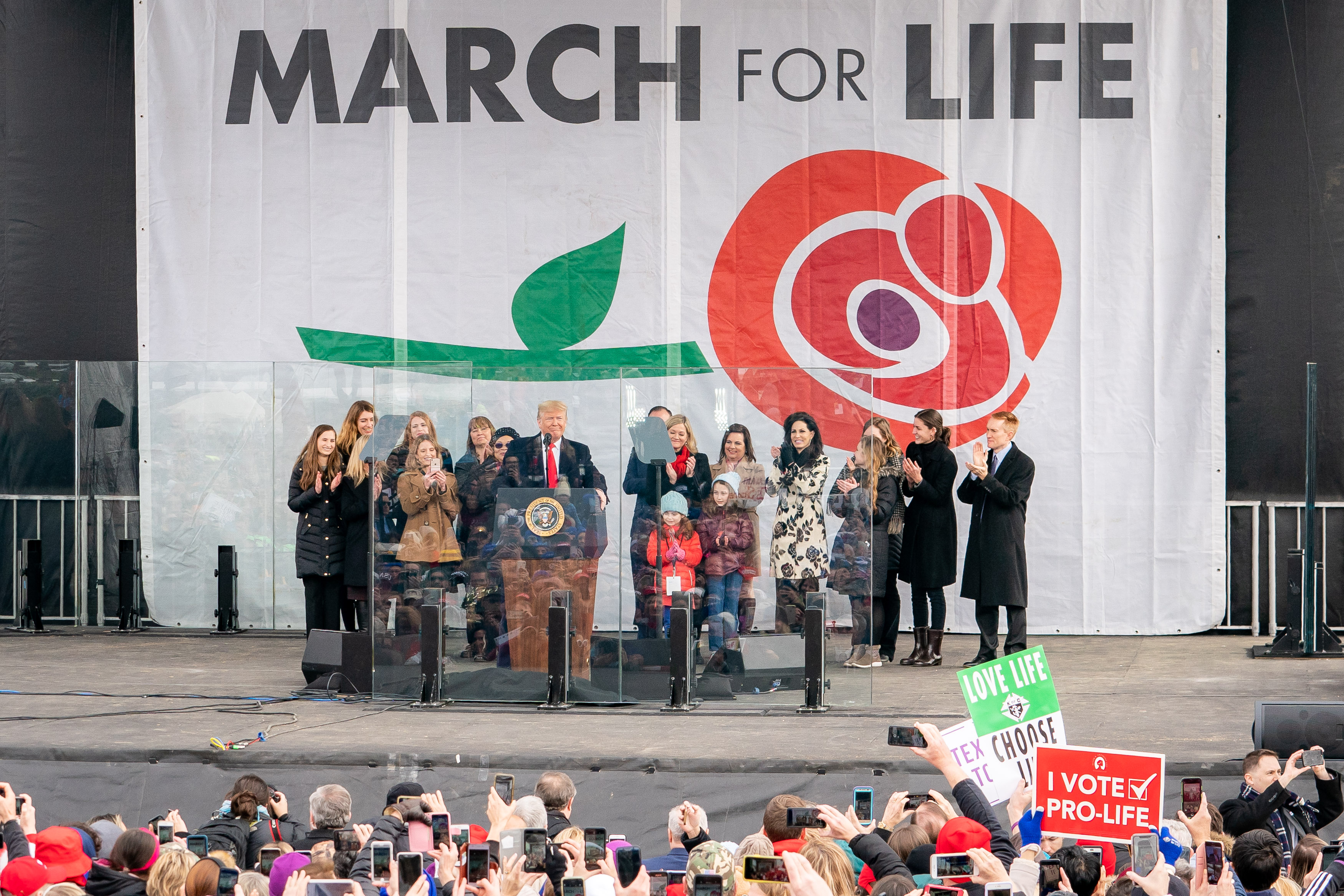
O Presidente Trump discursa na Marcha pela Vida de 2020.

Trump se descreve como pró-vida e geralmente se opõe ao aborto com algumas exceções: estupro, incesto e circunstâncias que colocam em risco a saúde da mãe. Como candidato, ele disse que acredita que a questão do aborto "teria sido melhor se dependesse dos estados". Ele disse que estava comprometido em nomear juízes que anulariam a decisão no caso Roe v. Wade.
Depois que Roe v. Wade foi derrubado no caso Dobbs v. Jackson Women's Health Organization, Trump assumiu o crédito pela decisão, mas não declarou se apoiava uma proibição federal ou restrições federais ao aborto. Durante o segundo debate presidencial em setembro de 2024, Trump declarou que não assinaria uma proibição federal, mas se recusou a responder a perguntas sobre se vetaria tal legislação.

### Direitos LGBTQ

#### Discriminação no local de trabalho
No início de 2017, Trump reverteu uma diretriz da era Obama que exigia que as empresas com grandes contratos federais comprovassem sua conformidade com as proteções LGBTQ.
Em 2018, Trump assinou o acordo comercial Estados Unidos-México-Canadá com uma nota de rodapé isentando os Estados Unidos de cumprir o apelo do acordo para o fim da "discriminação baseada no sexo".
O governo Trump tentou, sem sucesso, eliminar as proteções contra a discriminação no nível da Suprema Corte, onde o Departamento de Justiça interveio em três processos trabalhistas - Bostock v. Clayton County; Altitude Express, Inc. v. Zarda; e Harris Funeral Homes v. EEOC - argumentando que o Título VII da Lei de Direitos Civis de 1964 não proíbe a discriminação no emprego com base na orientação sexual ou na "condição de transgênero". No entanto, apesar da intervenção do governo Trump, a Suprema Corte decidiu nesses três casos em 15 de junho de 2020, que a orientação sexual e a identidade de gênero estão de fato cobertas pelas proteções existentes para "discriminação sexual".

#### Discriminação na área da saúde
O Affordable Care Act incluiu uma cláusula de não discriminação da era Obama que explicitamente permitia que as pessoas recebessem atendimento independentemente de sexo ou identidade de gênero, mas o governo Trump reverteu essa cláusula. Em 12 de junho de 2020, o Departamento de Saúde e Serviços Humanos finalizou e revelou sua regra de substituição. Agora, os prestadores de serviços de saúde e as seguradoras podem decidir se atendem pessoas transgênero.

#### Direitos dos transgêneros
Um mês depois de assumir o cargo, Trump reverteu uma diretriz do governo Obama que havia permitido que os alunos transgêneros usassem banheiros que correspondessem à sua identidade de gênero; essa reversão permitiu que as escolas públicas fizessem suas próprias regras sobre banheiros com gênero. Em 2020, o Departamento de Educação dos Estados Unidos ameaçou reter o financiamento dos distritos escolares de Connecticut que permitem que as meninas transgêneros compitam em equipes femininas, alegando que a participação dos alunos transgêneros é uma violação do Título IX.
Seis meses após o início de sua presidência, Trump tuitou que os indivíduos transgêneros não teriam permissão para servir "em qualquer capacidade" nas forças armadas dos Estados Unidos, uma ordem que pegou os funcionários do Pentágono de surpresa. Eventualmente, em 2019, a Suprema Corte - sem ouvir argumentos ou explicar sua própria decisão - permitiu que o governo Trump seguisse em frente com a proibição.
Em 2018, o Departamento de Saúde e Serviços Humanos escreveu um memorando planejando estabelecer uma definição de gênero com base na atribuição de sexo no nascimento. O memorando argumentava a favor de uma definição de gênero "em uma base biológica clara, fundamentada na ciência, objetiva e administrável" e a prerrogativa do governo de testar geneticamente os indivíduos para determinar seu sexo. Se aprovada pelo Departamento de Justiça, a definição se aplicaria a todos os órgãos federais, principalmente aos departamentos de Educação, Justiça e Trabalho, que, juntamente com o Departamento de Saúde e Serviços Humanos, são responsáveis pela aplicação dos estatutos de não discriminação do Título IX.
O governo Trump também reverteu a orientação da era Obama sobre prisioneiros transgêneros, ordenando ao Bureau of Prisons que os alojasse de acordo com seu "sexo biológico".
Em 2019, o HUD propôs uma nova regra para enfraquecer a Equal Access Rule de 2012, que exige acesso igualitário à moradia, independentemente da orientação sexual ou identidade de gênero. Isso poderia permitir que abrigos para sem-teto colocassem mulheres transgêneros em alojamentos masculinos ou negassem totalmente a admissão de pessoas transgêneros.
Em um discurso de 2021 na Conferência de Ação Política Conservadora em Orlando, Flórida, Trump se referiu a mulheres transgêneros que são atletas como "homens biológicos".
Em abril de 2021, Donald Trump atacou o governador do Arkansas, Asa Hutchinson, por vetar a legislação que teria proibido o atendimento médico de afirmação de gênero para menores transgêneros.
Em um vídeo postado no site de sua campanha de 2024, Trump chamou o atendimento de afirmação de gênero para menores de "mutilação química, física e emocional" e que ele aprovaria uma lei federal proibindo-o se estivesse no cargo. Ele também declarou que faria com que o Departamento de Justiça investigasse as empresas farmacêuticas e as redes hospitalares para determinar se elas "encobriram os efeitos colaterais de longo prazo das transições de gênero" e que impediria que os hospitais que prestam atendimento de afirmação de gênero recebessem fundos do Medicare e do Medicaid.
Em seu site de campanha para 2024, Trump afirma que orientaria o Congresso a aprovar um projeto de lei que determinaria que os Estados Unidos só reconhecessem os gêneros masculino e feminino e que eles fossem designados no nascimento.

#### Casamento entre pessoas do mesmo sexo
Após várias décadas de debate nacional, a Suprema Corte dos Estados Unidos legalizou o casamento entre pessoas do mesmo sexo em todo o país em 2015 na decisão do caso Obergefell v. Hodges. Após sua eleição, Trump reconheceu que a Suprema Corte já havia "resolvido" a questão. No entanto, Trump não tem sido um defensor pessoal do casamento entre pessoas do mesmo sexo, dizendo, ainda em 2011, que "não era a favor do casamento gay" e dizendo, durante sua campanha de 2016, que "consideraria fortemente" a nomeação de juízes da Suprema Corte que estivessem inclinados a anular o caso Obergefell v. Hodges. Ele já havia apoiado e sido um defensor das uniões civis e incluiu a política em sua campanha presidencial de 2000 como candidato do Partido Reformista. Durante seu último ano no cargo, a campanha presidencial de Donald Trump para 2020 lançou o "Trump Pride", uma coalizão dentro da campanha de Trump focada em alcançar os eleitores LGBTQ e alegou que Trump agora apoia o casamento entre pessoas do mesmo sexo.

#### Isenções com base na religião
Em 2018, o Departamento de Saúde e Serviços Humanos (HHS) anunciou a criação da Divisão de Consciência e Liberdade Religiosa, cujo objetivo é fazer cumprir as leis federais relacionadas à "consciência e liberdade religiosa", ou seja, permitir que indivíduos e empresas se isentem de obedecer às leis de não discriminação.
Em 2019, o HHS concedeu uma isenção de uma regulamentação de não discriminação da era Obama a uma agência de assistência social na Carolina do Sul. O HHS citou a Lei de Restauração da Liberdade Religiosa (RFRA) como base para permitir que grupos cristãos financiados pelo governo federal discriminem não cristãos. Mais tarde naquele ano, o Departamento do Trabalho, também fazendo referência à RFRA, propôs uma nova regra para isentar "organizações religiosas" de obedecer à lei de não discriminação no emprego se elas invocarem "princípios e crenças religiosas sinceramente mantidos" como motivo para discriminar. Em 2020, o Departamento de Justiça apresentou uma petição à Suprema Corte em apoio a outra agência de assistência social na Pensilvânia, defendendo o direito da agência de recusar casais do mesmo sexo como parte de seu "livre exercício da religião".
Em 2019, o Departamento de Estado criou a Comissão de Direitos Inalienáveis para iniciar discussões filosóficas sobre os direitos humanos que se baseiam no conceito católico de "lei natural" em vez de identidades modernas baseadas em gênero e sexualidade.

#### Educação
Em março de 2022, Trump disse que aprovava o projeto de Lei dos Direitos dos Pais na Educação da Flórida, também conhecido como projeto de lei "não diga gay", durante uma entrevista ao The Washington Post que ocorreu depois que o projeto foi assinado pelo governador da Flórida, Ron DeSantis, mas não explicou por que ele o apoiava.

#### Diplomacia
O governo Trump eliminou a posição do Departamento de Estado para um Enviado Especial para os Direitos Humanos de Pessoas LGBTI.
Em 2018, o governo Trump negou vistos aos parceiros solteiros do mesmo sexo de diplomatas estrangeiros, mesmo que fossem de países que reconhecem apenas a parceria civil ou que proíbem o casamento entre pessoas do mesmo sexo.
Richard Grenell, nomeado por Trump como embaixador dos Estados Unidos na Alemanha, é abertamente gay. Em fevereiro de 2019, Grenell foi anunciado como o líder de uma nova campanha para descriminalizar a homossexualidade em todo o mundo e organizou uma reunião com 11 ativistas europeus. Trump parecia desconhecer a iniciativa quando lhe perguntaram sobre ela no dia seguinte. Vários meses depois, Trump tweetou que, enquanto celebramos o "Mês do Orgulho LGBT", os americanos deveriam "ser solidários com as muitas pessoas LGBT que vivem em dezenas de países em todo o mundo que punem, prendem ou mesmo executam” pessoas pela sua orientação sexual. Contudo, nessa mesma semana, a administração Trump deu instruções às embaixadas dos Estados Unidos para não hastearem a bandeira do orgulho durante o Mês do Orgulho LGBT.

#### Nomeações judiciais
O Senado dos Estados Unidos confirmou, em maio de 2020, quase 400 dos nomeados de Trump para as suas novas funções. Pelo menos um dos juízes confirmados, Patrick Bumatay, é abertamente homossexual.

### Cannabis
A cannabis e os direitos dos estados a legalizarem a marijuana recreativa e medicinal foi um tema da campanha presidencial de Trump, que declarou formalmente durante a sua campanha que acreditava que os Estados deviam ter o direito de gerir as suas próprias políticas em matéria de marijuana medicinal e recreativa. Após a sua eleição, inverteu a sua posição sobre a marijuana recreativa e declarou que acreditava que a marijuana medicinal devia ser permitida, mas afirmou que o Governo Federal podia procurar resoluções legais para os Estados que regulassem o cultivo e a venda de cannabis recreativa. No entanto, em abril de 2018, ele mais uma vez se reverteu, endossando deixar a questão para os estados; e em junho de 2018, Trump apoiou um projeto de lei apresentado pelo senador republicano Cory Gardner do Colorado e pela senadora democrata Elizabeth Warren de Massachusetts que deixaria a decisão para os estados.
Em setembro de 2024, Trump expressou apoio à Emenda 3 da Flórida de 2024, uma emenda que legalizaria a cannabis no estado.

### A religião na praça pública
Trump incluiu imagens religiosas cristãs na sua campanha presidencial de 2024, caracterizando-a como uma "cruzada justa" contra "ateus, globalistas e marxistas". Afirmou que os seus objectivos incluíam a restauração dos Estados Unidos "como uma nação sob Deus, com liberdade e justiça para todos".
Trump tem criticado o que considera ser uma perseguição aos cristãos. Em 6 de fevereiro, após o Pequeno-Almoço de Oração Nacional, assinou uma ordem executiva para criar um grupo de trabalho para "travar imediatamente todas as formas de perseguição e discriminação contra os cristãos no governo federal, incluindo no DOJ, que foi absolutamente terrível, no IRS, no FBI - terrível - e noutras agências". Donald Trump nomeou a Procuradora-Geral Pam Bondi para liderar o grupo de trabalho e nomeou Paula White para dirigir o Gabinete da Fé da Casa Branca.